# Liste der Biografien/Sy
Liste der Biografien |
Portal Biografien |
Personensuche
# |
A |
B |
C |
D |
E |
F |
G |
H |
I |
J |
K |
L |
M |
N |
O |
P |
Q |
R |
S |
T |
U |
V |
W |
X |
Y |
Z |
?
 
Sa |
Sb |
Sc |
Sd |
Se |
Sf |
Sg |
Sh |
Si |
Sj |
Sk |
Sl |
Sm |
Sn |
So |
Sp |
Sq |
Sr |
Ss |
St |
Su |
Sv |
Sw |
Sy |
Sz
Die Liste der Biografien führt alle Personen auf, die in der deutschsprachigen Wikipedia einen Artikel haben. Dieses ist eine Teilliste mit 619 Einträgen von Personen, deren Namen mit den Buchstaben „Sy“ beginnt.

## Sy
- Sy, Amara (* 1981), malisch-französischer Basketballspieler
- Sy, Barka (* 1943), senegalesischer Sprinter
- Sy, Brigitte (* 1956), französische Schauspielerin, Regisseurin und Drehbuchautorin
- Sy, Dienaba (* 1995), französisch-senegalesische Handballspielerin
- Sy, El Hadji (* 1954), senegalesischer Maler
- Sy, Frédéric (1861–1945), französischer Astronom
- Sy, Henry (1924–2019), philippinischer Unternehmer
- Sy, Issa (* 1984), senegalesischer Fußballschiedsrichter
- Sy, Khadija (* 1991), senegalesische Behindertensportlerin, mehrfache Medaillengewinnerin bei Special Olympics World Summer Games
- Sy, Khim Piao, philippinischer Badmintonspieler
- Sy, Louis Friedrich († 1887), deutscher Maler in Danzig
- Sy, Malik (1855–1922), muslimischer Gelehrter und Marabout
- Sy, Mamadou (* 1993), französischer American-Football-Spieler
- Sy, Mariame, senegalesische Diplomatin
- Sy, Omar (* 1978), französischer Schauspieler und KomikerOmar Sy (* 1978)

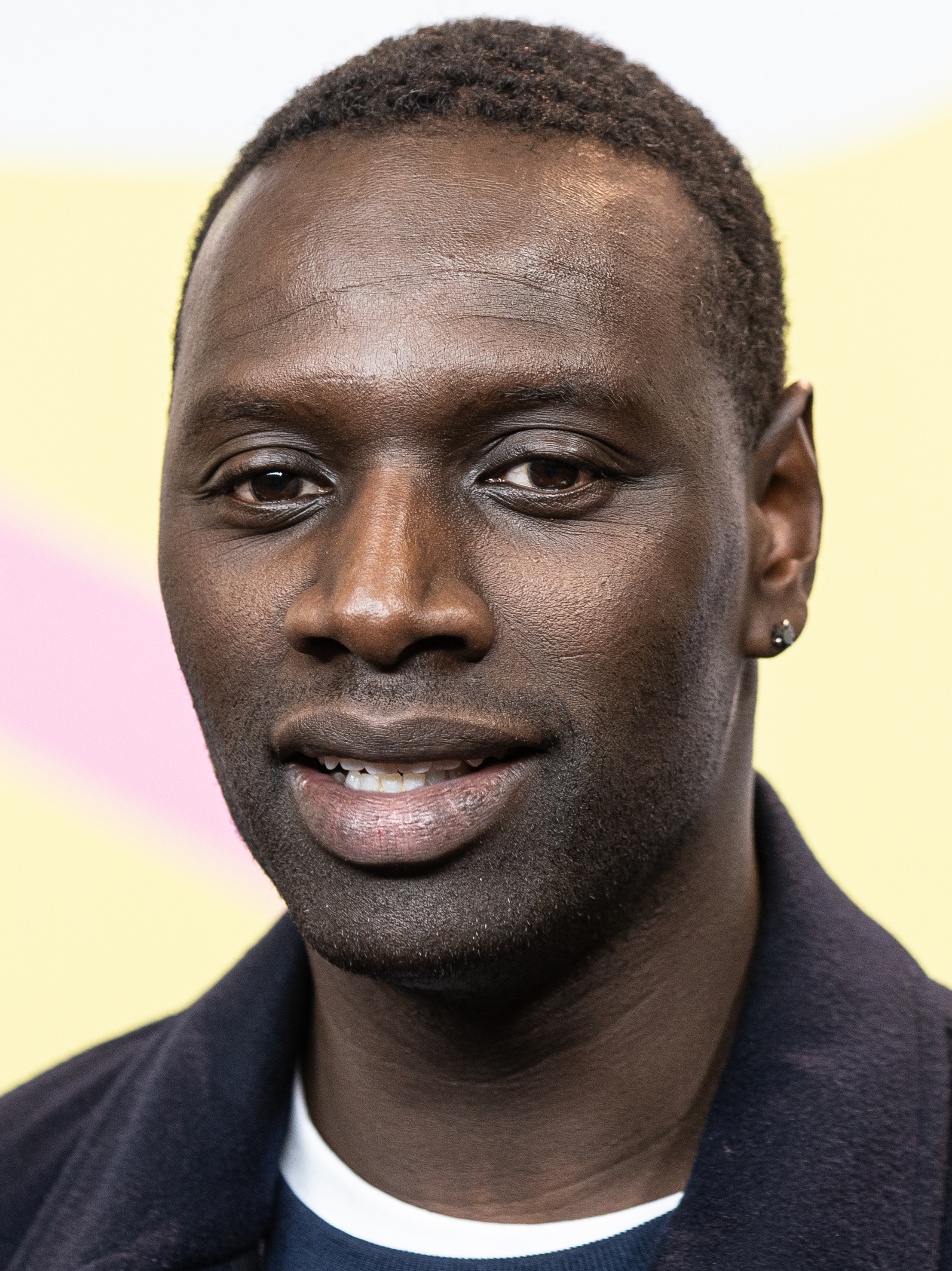
Omar Sy (* 1978)

- Sy, Oumar Samba (* 1959), mauretanischer Ringer
- Sy, Oumou (* 1952), senegalesische Modedesignerin
- Sy, Ramata-Toulaye (* 1986), französisch-senegalesische Filmregisseurin und Drehbuchautorin
- Sy, Stephanie (* 1977), US-amerikanische Fernsehjournalistin

### Sya
- Syafiz, Amir (* 2004), singapurischer Fußballspieler
- Syagrius, römischer Herrscher in Nordgallien
- Syahin, Hami (* 1998), singapurischer Fußballspieler
- Syahir, Ahmad (* 1992), singapurischer Fußballspieler
- Syahnakri, Kiki (* 1947), indonesischer Offizier
- Syahrin, Hafizh (* 1994), malaysischer Motorradrennfahrer
- Syahrir, Sutan (1909–1966), indonesischer Politiker
- Syal, Meera (* 1961), englische Schriftstellerin und SchauspielerinMeera Syal (* 1961)

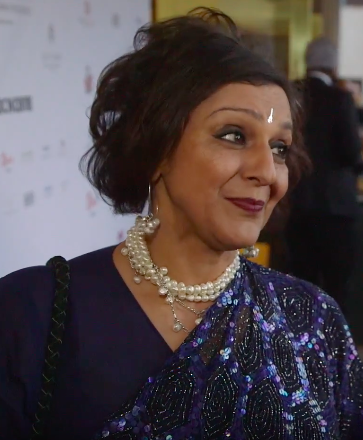
Meera Syal (* 1961)

- Syamsuddin, Din (* 1958), indonesischer Politiker, Vorsitzender der Muhammadiyah

### Syb
- Sybel, Adelheid von (1878–1966), deutsche Schriftstellerin und Dichterin
- Sybel, Alexander von (1823–1902), rheinpreußischer Beamter und Wirtschaftspolitiker
- Sybel, Alfred von (1885–1945), deutscher Philosoph und Psychologe
- Sybel, Fritz von (1844–1927), preußischer Verwaltungsbeamter und Landrat
- Sybel, Heinrich Ferdinand Philipp von (1781–1870), rheinpreußischer Beamter und Politiker
- Sybel, Heinrich von (1817–1895), deutscher Historiker
- Sybel, Heinrich von (1885–1969), deutscher Landwirt und Politiker (NSDAP, CNBL), MdR
- Sybel, Ludwig von (1846–1929), deutscher Klassischer Archäologe
- Sybel, Walter von (1883–1973), preußischer Verwaltungsjurist, Landrat und Regierungspräsident in Koblenz
- Syberberg, Hans-Jürgen (* 1935), deutscher RegisseurHans-Jürgen Syberberg (* 1935)

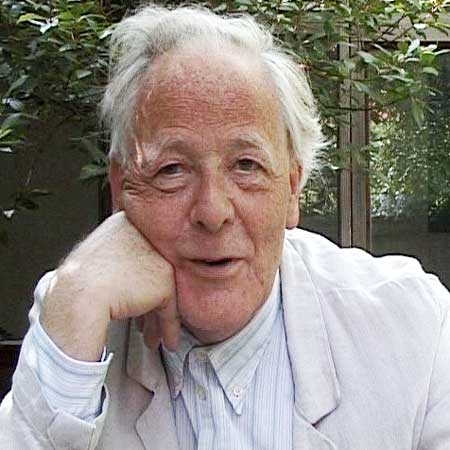
Hans-Jürgen Syberberg (* 1935)

- Syberberg, Rüdiger (1900–1978), deutscher Schriftsteller, Dramatiker und Erzähler
- Syberg zu Sümmern, Joseph von (1800–1871), deutscher Hausmarschall, wirklicher geheimer Rat und Hoftheaterintendant
- Syberg, Anna (1870–1914), dänische Malerin, Porzellanmalerin
- Syberg, Clemens August von (1754–1833), deutscher Adliger, preußischer Landrat
- Syberg, Ernst (1906–1981), dänischer Maler
- Syberg, Friedrich Godward von (1656–1729), preußischer Kammerherr, Oberstallmeister und General der Kavallerie, Komtur von Wietersheim
- Syberg, Friedrich Matthias von (1646–1711), deutscher Adliger
- Syberg, Friedrich von (1761–1827), deutscher Rittergutsbesitzer und Politiker
- Syberg, Fritz (1862–1939), dänischer Maler und Illustrator
- Syberg, Johann Diedrich von (1616–1676), deutscher Adliger
- Syberg, Johann Friedrich von († 1738), deutscher Adliger aus dem Hause Syberg
- Syberg, Johann Georg von († 1679), deutscher Adliger, Herr zu Wischelingen und Drost zu Blankenstein
- Syberg, Ulrich (* 1955), deutscher Ingenieur
- Sybertz, Manfred (1930–2009), deutscher Politiker (SPD), MdB
- Sybesma, Thea (* 1960), niederländische Triathletin
- Sybiha, Andrij (* 1975), ukrainischer Diplomat und JuristAndrij Sybiha (* 1975)

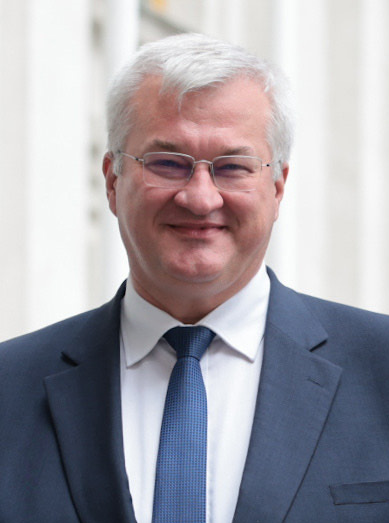
Andrij Sybiha (* 1975)

- Sybil (* 1965), US-amerikanische R&B-Sängerin
- Sybin, Alexander Wiktorowitsch (* 1960), russischer Eishockeyspieler
- Sybina, Galina Iwanowna (1931–2024), sowjetische Leichtathletin und Olympiasiegerin
- Syburg, Friedrich Wilhelm Karl von (1854–1934), deutscher Diplomat
- Syburg, Friedrich Wilhelm von (1709–1770), preußischer Generalmajor und Chef des Regiments Nr. 13 und Nr. 16
- Syburg, Karl August von (1801–1879), preußischer Generalmajor
- Syburg, Otto Ludwig von (1721–1788), preußischer Generalmajor, Kommandeur des Regiments Nr. 12

### Syc
- Sycara, Katia, griechische Informatikerin und Professorin auf dem Gebiet der künstlichen Intelligenz
- Sych, Peter (* 1960), australischer Software-Entwickler, Instrumentenbauer und Installationskünstler polnischer Herkunft
- Sych, Ulrike (* 1962), österreichische Sängerin und Musikpädagogin
- Sych, Yuriy (* 1985), ukrainischer Jazzmusiker (Piano, Komposition)
- Sychalla, Konrad (1888–1959), deutscher Politiker (KPD), MdR
- Sycholt, Stefanie (* 1963), südafrikanische Filmregisseurin, Drehbuchautorin, Produzentin
- Sychra, Josef Cyrill (1859–1935), tschechischer Komponist, Organist und Musikpädagoge
- SyCip, Washington (1921–2017), philippinischer Unternehmer
- Sycz, Miron (1960–2024), polnischer Politiker, Mitglied des Sejm
- Sycz, Robert (* 1973), polnischer Ruderer

### Syd
- Syd (* 1992), US-amerikanische Sängerin, Songwriterin und ProduzentinSyd (* 1992)

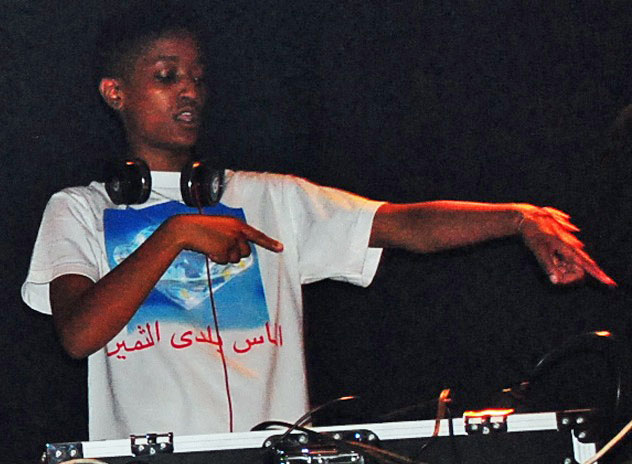
Syd (* 1992)

- Sydal, Matt (* 1983), US-amerikanischer Wrestler
- Sydelnykow, Andrij (* 1967), ukrainischer Fußballspieler
- Sydeman, William (1928–2021), US-amerikanischer Komponist und Musikpädagoge
- Sydenham, Paul (* 1955), britischer Radrennfahrer
- Sydenham, Thomas (1624–1689), englischer Arzt der BarockzeitThomas Sydenham (1624–1689)

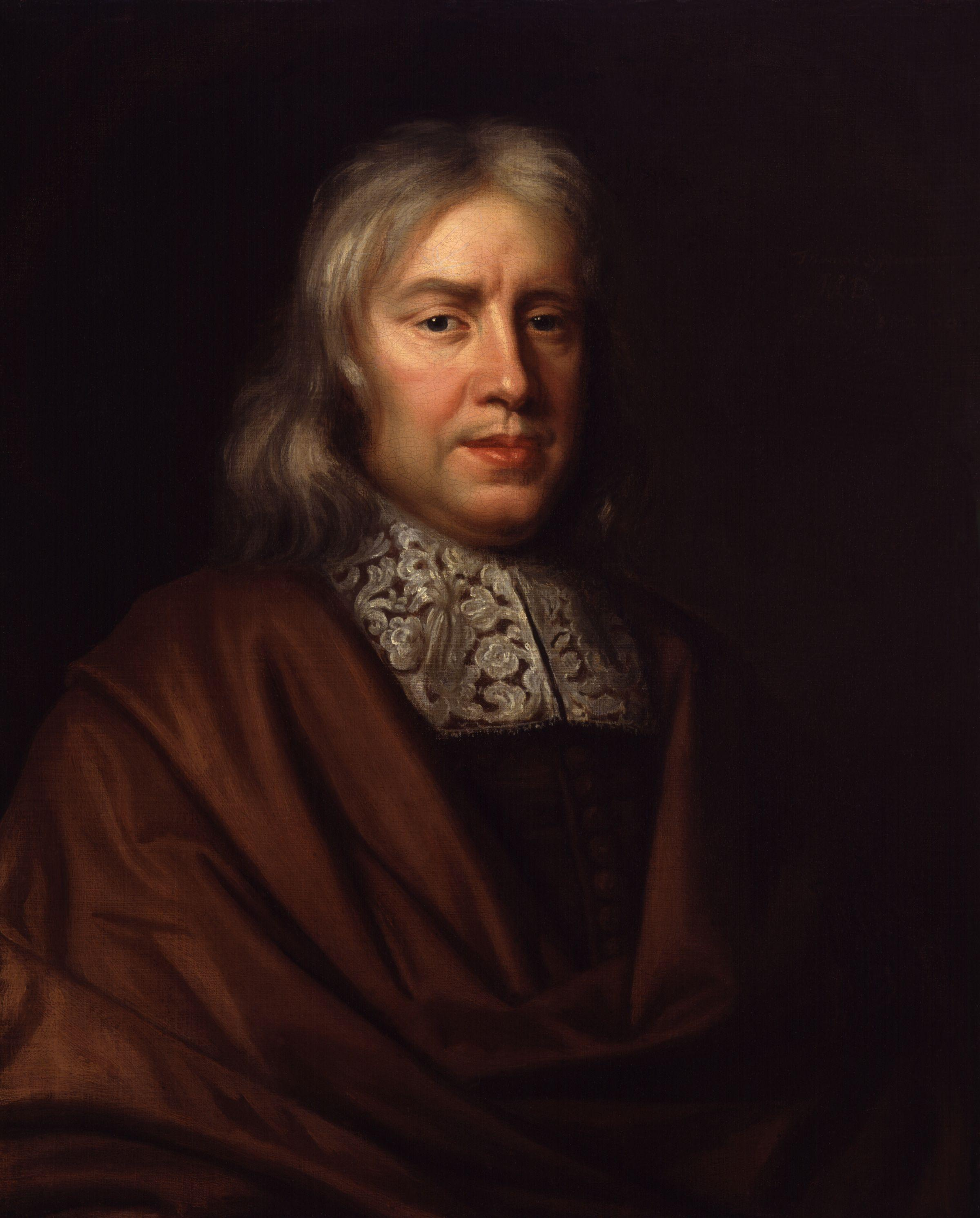
Thomas Sydenham (1624–1689)

- Sydie, Iain (* 1969), kanadischer Badmintonspieler
- Sydler, Henri († 1952), Schweizer Fußballspieler
- Sydler, Jean-Pierre (1921–1988), Schweizer Mathematiker und Bibliothekar
- Sydler, Pantlion († 1521), deutscher Glocken- und Stückgießer
- Sydlik, Luisa (* 1996), deutsche Volleyballspielerin
- Sydlik, Sandra (* 1990), deutsche Volleyballspielerin
- Sydnes, Anne Kristin (1956–2017), norwegische Politikerin
- Sydney, Basil (1894–1968), britischer Theater- und Filmschauspieler
- Sydney, Granville (1941–1974), britischer Radrennfahrer
- Sydney, Robin (* 1984), US-amerikanische Schauspielerin
- Sydor, Alison (* 1966), kanadische Radsportlerin
- Sydor, Darryl (* 1972), US-amerikanisch-kanadischer Eishockeyspieler und -trainer
- Sydor, Paweł (* 1970), polnischer Komponist
- Sydorenko, Ksenija (* 1986), ukrainische Synchronschwimmerin
- Sydorenko, Oleksandr (1960–2022), sowjetischer Schwimmer
- Sydorenko, Wiktor (* 1953), ukrainischer Künstler
- Sydorenko, Wolodymyr (* 1976), ukrainischer Boxer
- Sydortschuk, Serhij (* 1991), ukrainischer Fußballspieler
- Sydoruk, Wiktor (* 1937), sowjetischer Bogenschütze
- Sydow, Achim (* 1933), deutscher Mathematiker und Professor für Angewandte Systemanalyse
- Sydow, Adam Wilhelm von (1650–1711), preußischer Generalmajor
- Sydow, Adolf (1800–1882), deutscher evangelischer Theologe
- Sydow, Albrecht von (1799–1861), preußischer Generalmajor
- Sydow, Alexander Magnus von (1622–1679), brandenburgischer Obrist und Chef des Leib-Regiments zu Pferde, Erbherr auf Gossow, Falkenwalde und Ortwig
- Sydow, Alexandra (* 1973), deutsche Schauspielerin
- Sydow, Angèle (1890–1960), polnisch-niederländische Tänzerin
- Sydow, Anna († 1575), Mätresse des brandenburgischen Kurfürsten Joachim II.Anna Sydow († 1575)

Anna Sydow († 1575)

- Sydow, Baltzer Friedrich von (1652–1733), preußischer Generalleutnant, Kommandant der Festung Küstrin
- Sydow, Björn von (* 1945), schwedischer Politiker, Mitglied des Riksdag
- Sydow, Carl Friedrich von (1698–1763), preußischer Landrat und Landesdirektor
- Sydow, Carl Wilhelm von (1878–1952), schwedischer Ethnologe
- Sydow, Chlodwig von (1824–1907), preußischer Verwaltungsjurist, Richter, Landrat und Regierungspräsident
- Sydow, Christian Ludwig von (1733–1795), preußischer Landrat
- Sydow, Christoph (1985–2020), deutscher Journalist und Auslandsredakteur des Nachrichtenmagazins Der Spiegel
- Sydow, Clara von (1854–1928), deutsche Schriftstellerin
- Sydow, Eckart von (1885–1942), deutscher Kunsthistoriker und Ethnologe
- Sydow, Egidius Ehrentreich von (1669–1749), preußischer General der Infanterie, Kommandant von Berlin, Amtshauptmann von Giebichenstein
- Sydow, Elisabeth von (1887–1947), deutsche Gebrauchsgrafikerin und Illustratorin
- Sydow, Emil von (1812–1873), preußischer Offizier, Geograph und Kartograf
- Sydow, Ferdinand von (1795–1864), preußischer Generalmajor
- Sydow, Friedrich Ludwig von (1701–1742), preußischer Landrat
- Sydow, Friedrich von (1780–1845), preußischer Offizier und Schriftsteller
- Sydow, George Wilhelm von (1699–1767), preußischer Landrat
- Sydow, Gernot (* 1969), deutscher Rechtswissenschaftler
- Sydow, Günther von (1855–1924), deutscher Verwaltungs- und Kirchenbeamter
- Sydow, Gustav Adolph von (1715–1772), preußischer Generalmajor und Chef des Garnisonsregiments Nr. V
- Sydow, Hans (1879–1946), deutscher Botaniker und Mykologe
- Sydow, Hans Joachim Friedrich von (1762–1823), preußischer Generalleutnant
- Sydow, Hans Siegmund von (1695–1773), preußischer Oberst und Chef des Garnisonsregiments Nr. 2
- Sydow, Hans von (1790–1853), preußischer Generalmajor
- Sydow, Heinrich Bernhard von (1711–1789), deutscher Generalleutnant der Infanterie
- Sydow, Joachim von (1632–1686), deutsch-schwedischer Generalmajor, zuletzt Stadtkommandant von Danzig
- Sydow, Joe (1926–2018), deutscher Jazzmusiker (Kontrabass)
- Sydow, Jörg (* 1955), deutscher Wirtschaftswissenschaftler
- Sydow, Jürgen (1921–1995), deutscher Historiker und Archivar
- Sydow, Konrad von (1853–1929), Gutsbesitzer und Politiker
- Sydow, Kurt (1908–1981), deutscher Violinist, Komponist, Musikpädagoge, Musikwissenschaftler, Lehrer, Hochschullehrer und Autor
- Sydow, Margarethe von (1869–1945), deutsche Schriftstellerin
- Sydow, Marianne (1944–2013), deutsche Schriftstellerin
- Sydow, Max von (1929–2020), schwedisch-französischer SchauspielerMax von Sydow (1929–2020)

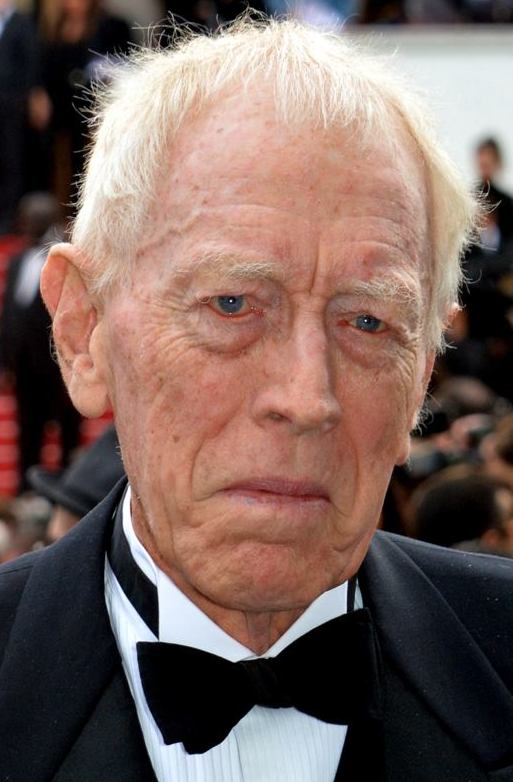
Max von Sydow (1929–2020)

- Sydow, Oscar von (1873–1936), schwedischer Politiker und Ministerpräsident (1921)
- Sydow, Oskar von (1811–1886), deutscher evangelisch-lutherischer Geistlicher, Lehrer und Schriftsteller
- Sydow, Paul (1851–1925), deutscher Botaniker und Mykologe
- Sydow, Peter (* 1956), deutscher Fernsehjournalist und Korrespondent
- Sydow, Reinhold von (1851–1943), deutscher Politiker der Kaiserzeit
- Sydow, René (* 1980), deutscher Schauspieler, Drehbuchautor und Regisseur
- Sydow, Rolf von (1924–2019), deutscher Regisseur und Autor
- Sydow, Rudolf von (1805–1872), deutscher Jurist, preußischer Legationsrat und Gesandter
- Sydow, Stephan von (1857–1919), preußischer Verwaltungsbeamter
- Sydow, Wilhelm Ludwig von (1748–1826), preußischer Beamter und Politiker
- Sydow, Wilhelmine von (1789–1867), deutsche Autorin
- Sydykow, Kanat (* 1989), kirgisischer Billardspieler
- Sydykowa, Samira (* 1960), kirgisische Journalistin und Diplomatin

### Sye
- Sye Cheong-duk, Alexander (1937–2001), südkoreanischer katholischer Bischof
- Syed Sirajuddin (* 1943), malaysischer Adeliger, Raja von Perlis und König von Malaysia
- Syed, Hussain Shah (* 1964), pakistanischer Boxer
- Syed, Matthew (* 1970), englischer Tischtennisspieler, Reporter und Journalist
- Syer, Johann Friedrich (1701–1787), deutscher Orgelbauer
- Syers, Edgar (1863–1946), britischer Eiskunstläufer
- Syers, Madge (1881–1917), britische EiskunstläuferinMadge Syers (1881–1917)

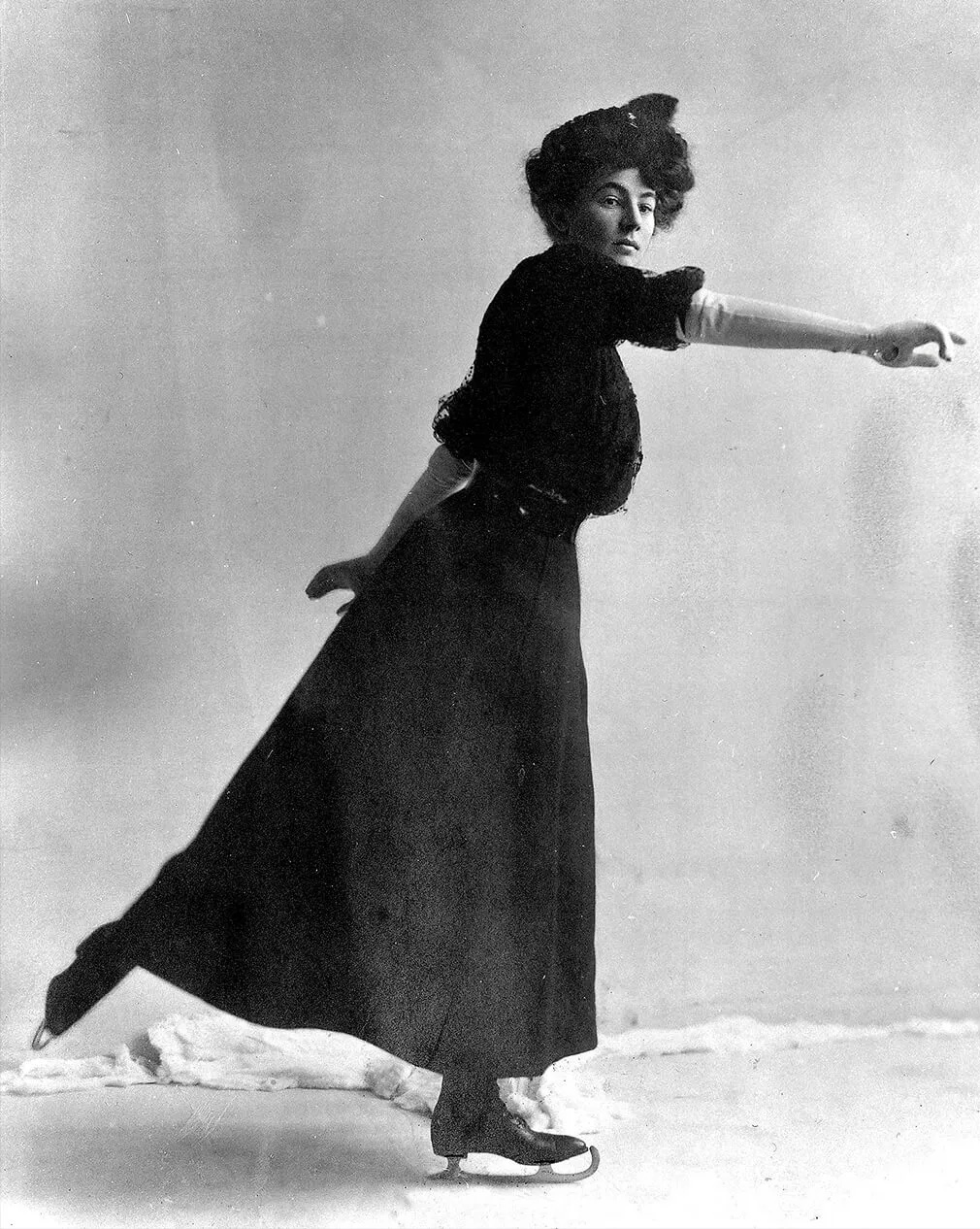
Madge Syers (1881–1917)

### Syf
- Syfrig, Arnold (1835–1900), Schweizer Unternehmer und Politiker
- Syftestad, Tanner (* 1995), US-amerikanischer Volleyballspieler

### Syg
- Sygar, Michail Wiktorowitsch (* 1981), russischer Journalist und Autor
- Sygnet, Stanisław Adam (1924–1985), polnischer Priester und Weihbischof in Sandomierz
- Sygo, Rico (* 1996), deutscher Fußballspieler
- Sygusch, Ralf (* 1965), deutscher Sportpädagoge und Hochschullehrer

### Syh
- Syha, Ulrike (* 1976), deutsche Dramatikerin und Übersetzerin
- Syhmantowitsch, Andrej (* 1962), sowjetischer und belarussischer Fußballspieler
- Şyhmyradow, Boris (* 1949), turkmenischer Politiker, Außenminister Turkmenistans (1995–2000)
- Syhre, Anthony (* 1995), deutscher Fußballspieler
- Syhre, Friedbert (1938–2008), deutscher Kunsthandwerksmeister und Instrumentenbauer
- Syhre, Reinhardt (1931–1991), deutscher Komponist, Kinderchorleiter und der Begründer der heutigen Schola Cantorum Leipzig

### Syi
- Syirhan, Hairul (* 1995), singapurischer Fußballspieler

### Syj
- Syjuco, Miguel (* 1976), philippinischer Autor

### Syk
- Sykaras, Konstantinos (* 1984), griechischer Skirennläufer
- Sykes, Abraham (* 1953), tansanischer Hockeyspieler
- Sykes, Arthur (1897–1978), englischer Fußballspieler
- Sykes, Ashleigh (* 1991), australische Fußballspielerin
- Sykes, Brittney (* 1994), US-amerikanische Basketballspielerin
- Sykes, Bryan (1947–2020), britischer Humangenetiker, Hochschullehrer für Humangenetik
- Sykes, Charles Robert (1875–1950), britischer Bildhauer
- Sykes, Christopher, 2. Baronet (1749–1801), britischer Politiker
- Sykes, Dan (* 1984), US-amerikanischer Schauspieler
- Sykes, Emilia (* 1986), US-amerikanische Politikerin der Demokratischen Partei
- Sykes, Eric (1923–2012), britischer Schauspieler und Komiker
- Sykes, Eric Anthony (1883–1945), Soldat und Schusswaffenexperte
- Sykes, Frederick (1877–1954), britischer Offizier und Politiker
- Sykes, George (1802–1880), US-amerikanischer Politiker
- Sykes, George (1822–1880), General der US-Armee
- Sykes, Gresham M. (1922–2010), US-amerikanischer Soziologe und Kriminologe
- Sykes, Greta (* 1944), deutsch-englische Schriftstellerin, Feministin und Kinderpsychologin
- Sykes, James (1725–1792), US-amerikanischer Politiker
- Sykes, James (1761–1822), US-amerikanischer Politiker
- Sykes, John (* 1950), englischer Fußballspieler
- Sykes, John (1959–2024), britischer RockgitarristJohn Sykes (1959–2024)

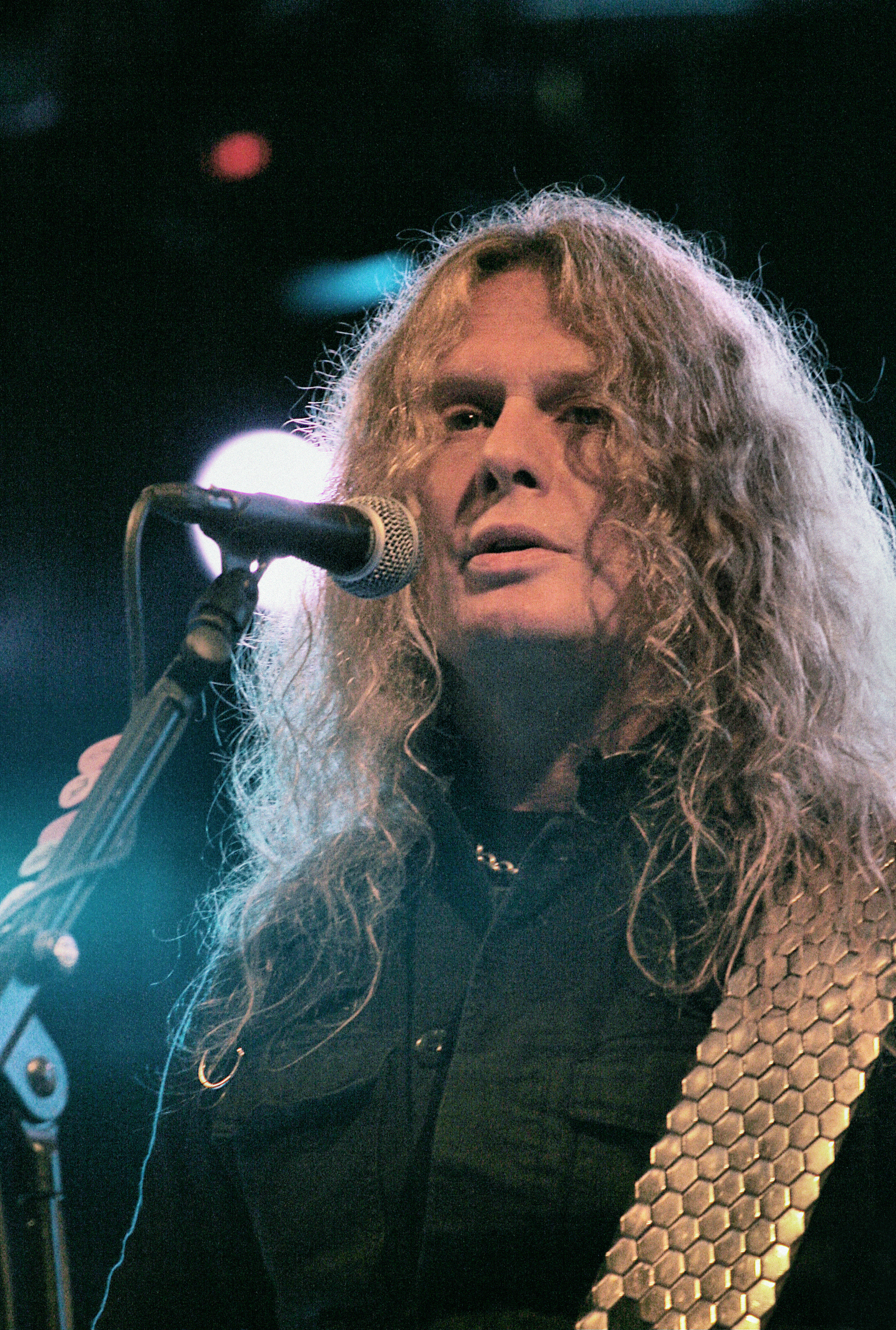
John Sykes (1959–2024)

- Sykes, Lily (* 1984), britische Theaterregisseurin und Schauspielerin
- Sykes, Lynn R. (* 1937), US-amerikanischer Geologe
- Sykes, Mark (1879–1919), britischer Diplomat (Sykes-Picot-Abkommen) und Politiker, Mitglied des House of Commons
- Sykes, Nathan (* 1993), britischer Popsänger
- Sykes, Oliver (* 1986), englischer Metal-SängerOliver Sykes (* 1986)

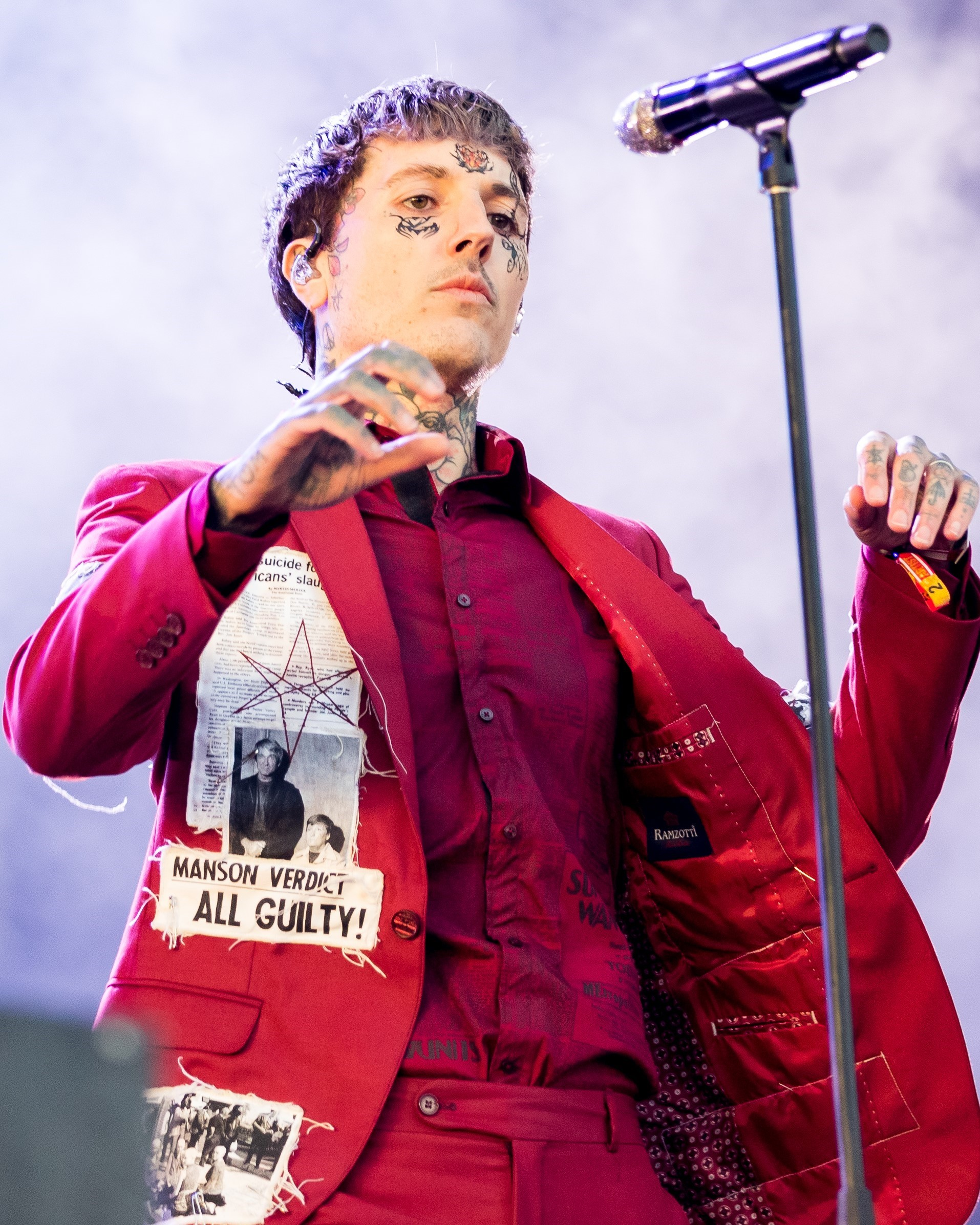
Oliver Sykes (* 1986)

- Sykes, Percy (1867–1945), britischer Offizier, Asienforscher, Diplomat und Autor
- Sykes, Peter (1923–2003), britischer Chemiker (Organische Chemie)
- Sykes, Peter (1939–2006), australischer Regisseur
- Sykes, Phil (* 1959), kanadischer Eishockeyspieler
- Sykes, Plum (* 1969), britische Autorin und It-Girl
- Sykes, Richard (1910–1988), englischer Fußballspieler
- Sykes, Richard (* 1942), britischer Biochemiker und Mikrobiologe
- Sykes, Roosevelt (1906–1983), US-amerikanischer Blues-Pianist
- Sykes, Stephen (1939–2014), britischer Theologe; Bischof von Ely
- Sykes, Tom (* 1985), britischer Motorradrennfahrer
- Sykes, Wanda (* 1964), US-amerikanische Schauspielerin
- Sykes, William, englischer Fußballspieler
- Sykes, William Henry (1790–1872), britischer Soldat, Naturforscher und Politiker
- Sykina, Ljudmila Georgijewna (1929–2009), sowjetisch-russische Volkssängerin
- Sykina, Olesja Nikolajewna (* 1980), russische Sprinterin
- Sýkora, Adam (* 2004), slowakischer Eishockeyspieler
- Sykora, Emmanuelle (* 1976), französische Fußballspielerin
- Sykora, Fiete (* 1982), deutscher FußballspielerFiete Sykora (* 1982)

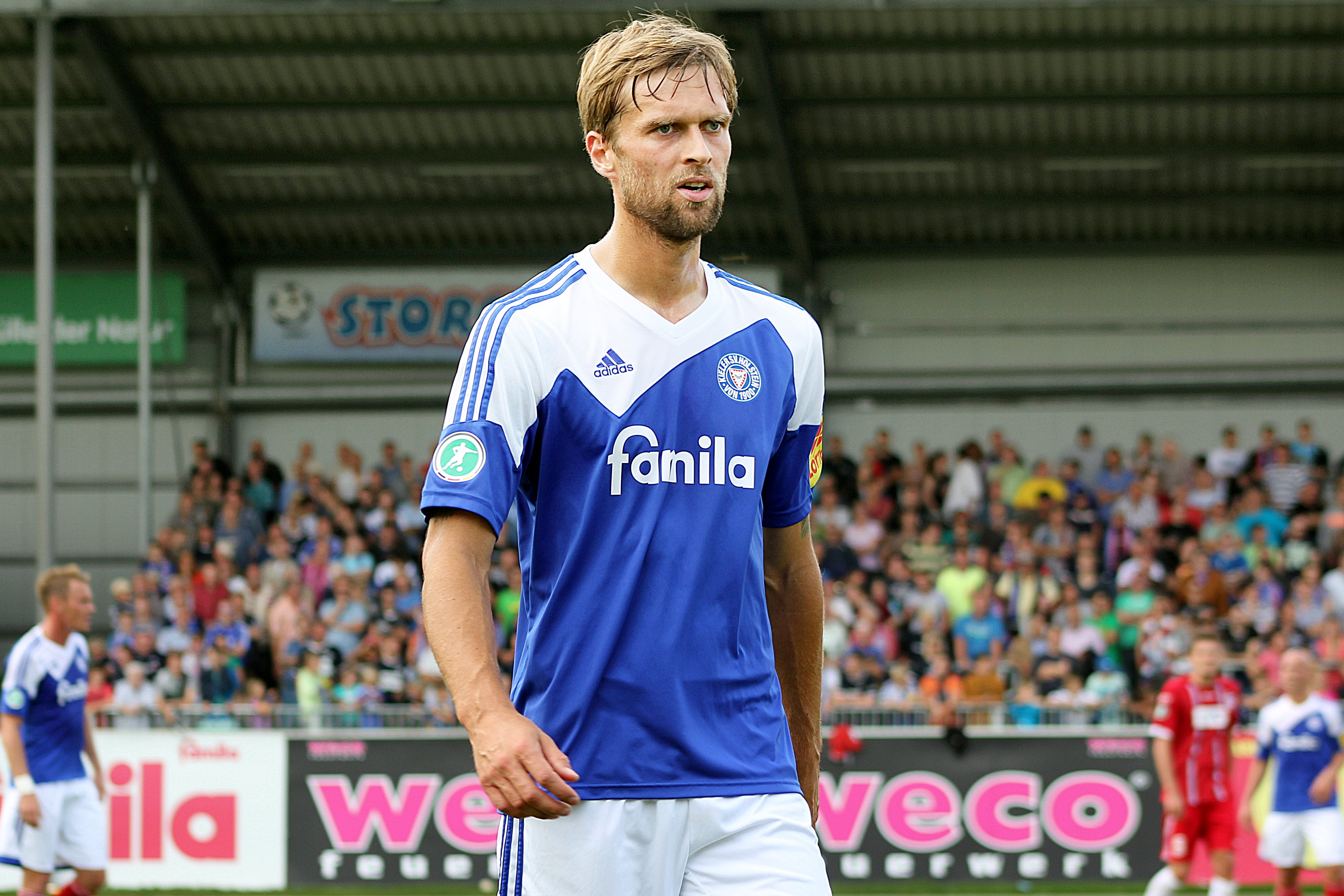
Fiete Sykora (* 1982)

- Sýkora, Jiří (* 1995), tschechischer Leichtathlet
- Sýkora, Juraj (* 1983), slowakischer Eishockeyspieler
- Sykora, Karl (1850–1924), österreichischer Bautechniker
- Sykora, Katharina (* 1955), deutsche Kunsthistorikerin und Professorin für Kunstgeschichte mit dem Schwerpunkt Geschlechterforschung
- Sykora, Ken (1923–2006), britischer Jazzgitarrist und Hörfunkmoderator
- Sykora, Maria (* 1946), österreichische Leichtathletin
- Sýkora, Michal (* 1973), tschechischer Eishockeyspieler
- Sýkora, Miroslav (* 1954), tschechoslowakischer Radrennfahrer
- Sýkora, Ondřej (* 1984), tschechischer Basketballtrainer
- Sýkora, Otto (1873–1945), Komponist und Musiker
- Sýkora, Otto (* 1964), deutsch-slowakischer Eishockeyspieler und -funktionär
- Sykora, Peter (* 1944), deutscher Bühnen- und Kostümbildner
- Sykora, Peter (* 1946), deutscher Fußballspieler der DDR
- Sýkora, Petr (* 1976), tschechischer Eishockeyspieler
- Sýkora, Petr (* 1978), tschechischer Eishockeyspieler
- Sykora, Stacy (* 1977), US-amerikanische Volleyballspielerin
- Sykora, Thomas (* 1968), österreichischer Skirennläufer und Co-Kommentator beim ORFThomas Sykora (* 1968)

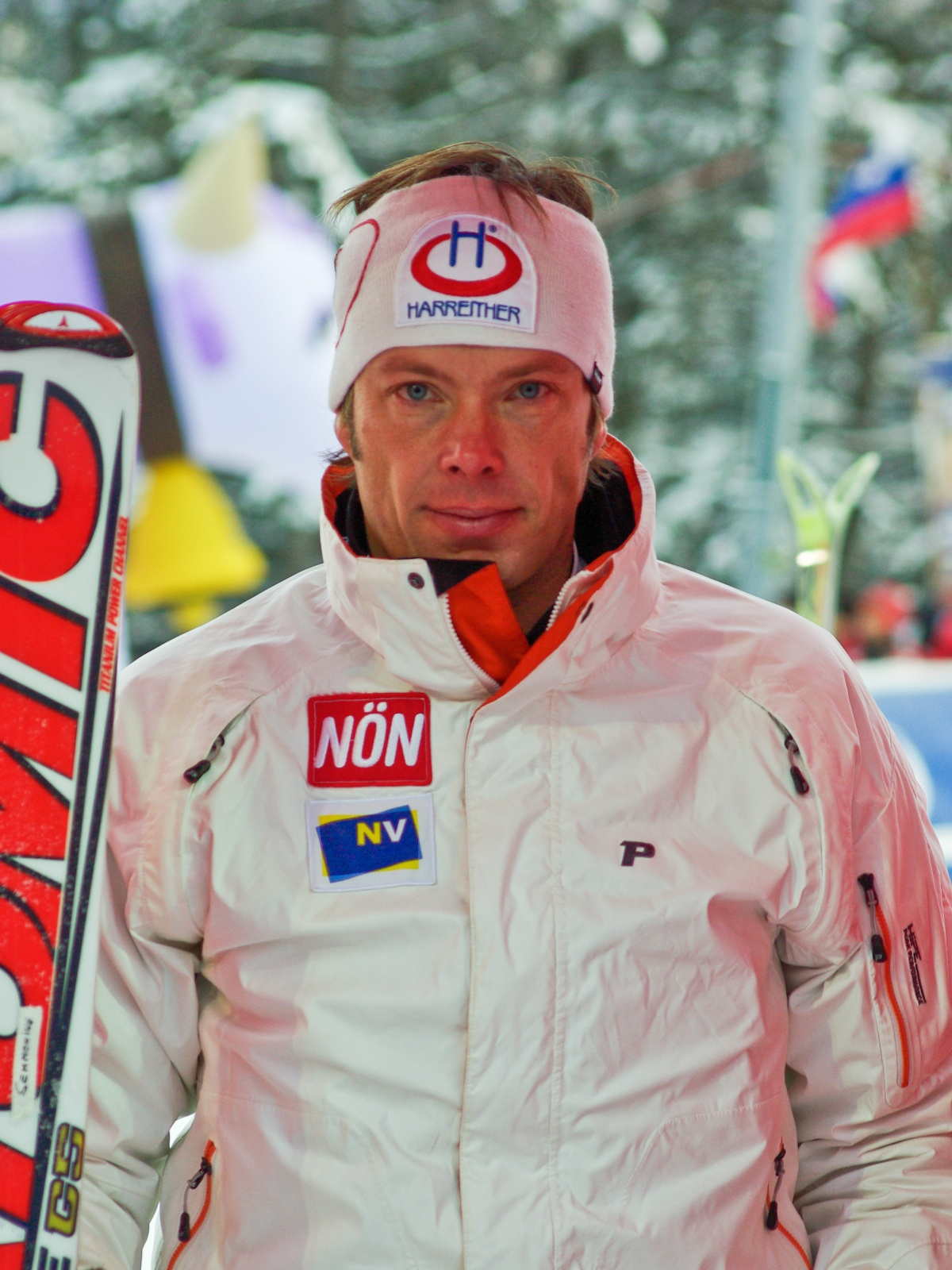
Thomas Sykora (* 1968)

- Sýkora, Tomáš (* 1990), deutsch-slowakischer Eishockeyspieler
- Sýkora, Václav (* 1952), tschechischer Eishockeyspieler und -trainer
- Sýkora, Zdeněk (1920–2011), tschechischer Maler und Bildhauer
- Sýkorová, Dominika (* 1988), slowakische Fußballspielerin
- Sýkorová, Jana (* 1973), tschechische Opernsängerin (Alt und Mezzosopran)
- Sykorra, Wolfgang (* 1945), deutscher Romanist, Anglist und Sachbuchautor
- Syková, Eva (* 1944), tschechische Neurowissenschaftlerin
- Sykow, Nikolai Wiktorowitsch (* 1965), sowjetischer und russischer Schauspieler, Regisseur, Künstler, Puppen-Designer und Puppenspieler
- Sykow, Pawel Petrowitsch (1821–1887), russischer Architekt und Hochschullehrer
- Sykow, Walentin Walentinowitsch (* 1995), russischer Eishockeyspieler
- Sykowa, Julija Andrejewna (* 1995), russische Sportschützin
- Sykut, Maciek (* 1986), US-amerikanischer Tennisspieler
- Sykutris, Johannes (1901–1937), griechischer klassischer Philologe

### Syl
- Syla, Azem (* 1951), kosovarischer Politiker
- Sylabil Spill (* 1983), deutsch-kongolesischer Rapper
- Sylantjew, Denys (* 1976), ukrainischer Schwimmer
- Sylantjew, Ihor (* 1991), ukrainischer Fußballspieler
- Sylbert, Anthea (1939–2024), US-amerikanische Kostümbildnerin, Filmproduzentin und Drehbuchautorin
- Sylbert, Paul (1928–2016), US-amerikanischer Artdirector und Szenenbildner
- Sylbert, Richard (1928–2002), US-amerikanischer Szenenbildner und Oscarpreisträger
- Sylburg, Friedrich (1536–1596), deutscher Gräzist
- Syldatk, Christoph (* 1956), deutscher Mikrobiologe, Biochemiker, Biotechnologe und Hochschullehrer
- Sylejmani, Shqipe (* 1988), schweizerisch-albanische Autorin und Moderatorin
- Sylla, Abakar (* 2002), ivorischer Fußballspieler
- Sylla, Abdoulaye (* 1992), kanadischer Fußballspieler
- Sylla, Abou (* 2006), ivorischer Fußballspieler
- Sylla, Alhassane (* 1995), senegalesischer Fußballspieler
- Sylla, Dembo (* 2002), guineisch-französischer Fußballspieler
- Sylla, François (* 1972), guineischer römisch-katholischer Geistlicher, Koadjutorerzbischof von Conakry
- Sylla, Heinz (* 1955), deutscher Fußballspieler
- Sylla, Horst (* 1933), deutscher Generalleutnant der NVA
- Sylla, Insa (* 1993), senegalesischer Fußballspieler
- Sylla, Issiaga (* 1994), guineischer Fußballspieler
- Sylla, Jacques (1946–2009), madagassischer Politiker, Premierminister von Madagaskar
- Sylla, Kanfory (* 1980), guineischer Fußballspieler
- Sylla, Khady (1963–2013), senegalesische Autorin
- Sylla, Mamadou (* 1994), spanischer Fußballspieler
- Sylla, Mohamad (* 1993), französischer Fußballspieler
- Sylla, Mohamed Sydney (* 1996), burkinischer Fußballspieler
- Sylla, Mohammed (* 1977), guineischer Fußballspieler
- Sylla, Mola (* 1956), senegalesischer Musiker
- Sylla, Moussa (* 1985), guineisch-thailändischer Fußballspieler
- Sylla, Moussa (* 1999), malisch-französischer FußballspielerMoussa Sylla (* 1999)

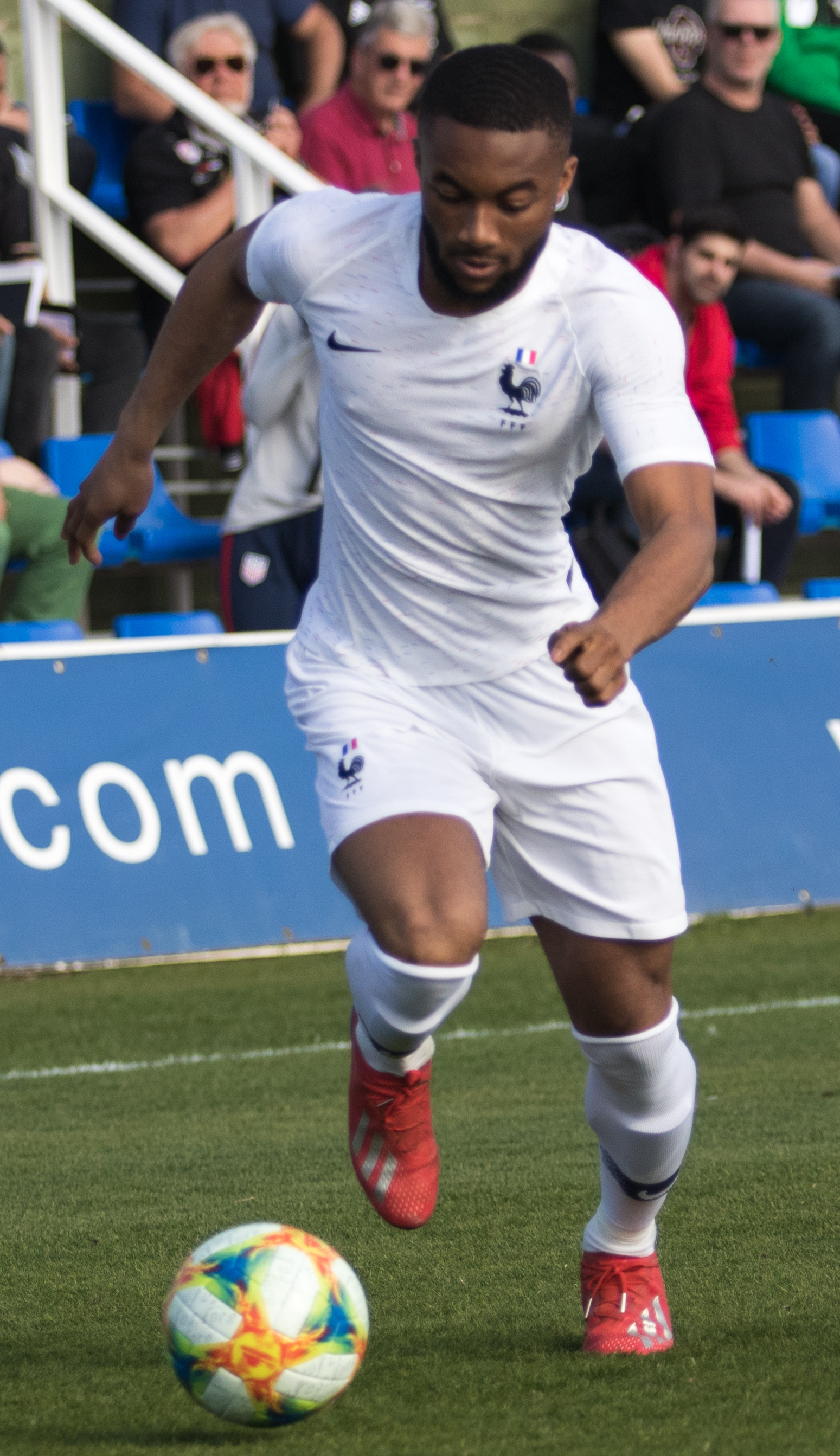
Moussa Sylla (* 1999)

- Sylla, Sekou (* 1992), guineischer Fußballspieler
- Sylla, Sekou (* 2001), ivorischer Fußballspieler
- Sylla, Seyna (* 2002), deutsche Schauspielerin
- Sylla, Sounkamba (* 1998), französische Sprinterin
- Sylla, Yacouba (1906–1988), Sufi des Tidschaniyya-Ordens und Unternehmer in der Elfenbeinküste
- Sylla, Yacouba (* 1990), malisch-französischer Fußballspieler
- Sylla-Le Bouard, Aminata (* 1984), senegalesische Leichtathletin
- Syllas, Nikolaos (1914–1986), griechischer Diskuswerfer
- Syllouris, Demetris (* 1953), zyprischer Politiker, Parlamentspräsident
- Sylopp, Peggy (* 1966), deutsche Künstlerin und Informatikerin
- Sylos, Frank Paul (1900–1976), US-amerikanischer Filmarchitekt
- Sylow, Peter Ludwig Mejdell (1832–1918), norwegischer Mathematiker
- Sylten, Werner (1893–1942), evangelischer Theologe jüdischer Abstammung, Erzieher und Gegner des Nationalsozialismus
- Sylva, Diego de, portugiesischer Ordensgeistlicher
- Sylva, Mamie (* 1992), gambische Fußballspielerin
- Sylva, Tony (1884–1956), deutsche Schauspielerin
- Sylva, Tony (* 1975), senegalesischer Fußballspieler
- Sylvain, Benito (1868–1915), haitianischer Journalist, Diplomat und Rechtsanwalt
- Sylvain, Claude (1930–2005), französische Schauspielerin und Sängerin
- Sylvain, Dominique (* 1957), französische Schriftstellerin
- Sylvain, Ducange (1963–2021), haitianischer römisch-katholischer Ordensgeistlicher, Weihbischof in Port-au-Prince
- Sylvain, Franck (1909–1987), haitianischer Politiker, Präsident von Haiti
- Sylvaine (* 1991), norwegische Metal-Multi-InstrumentalistinSylvaine (* 1991)

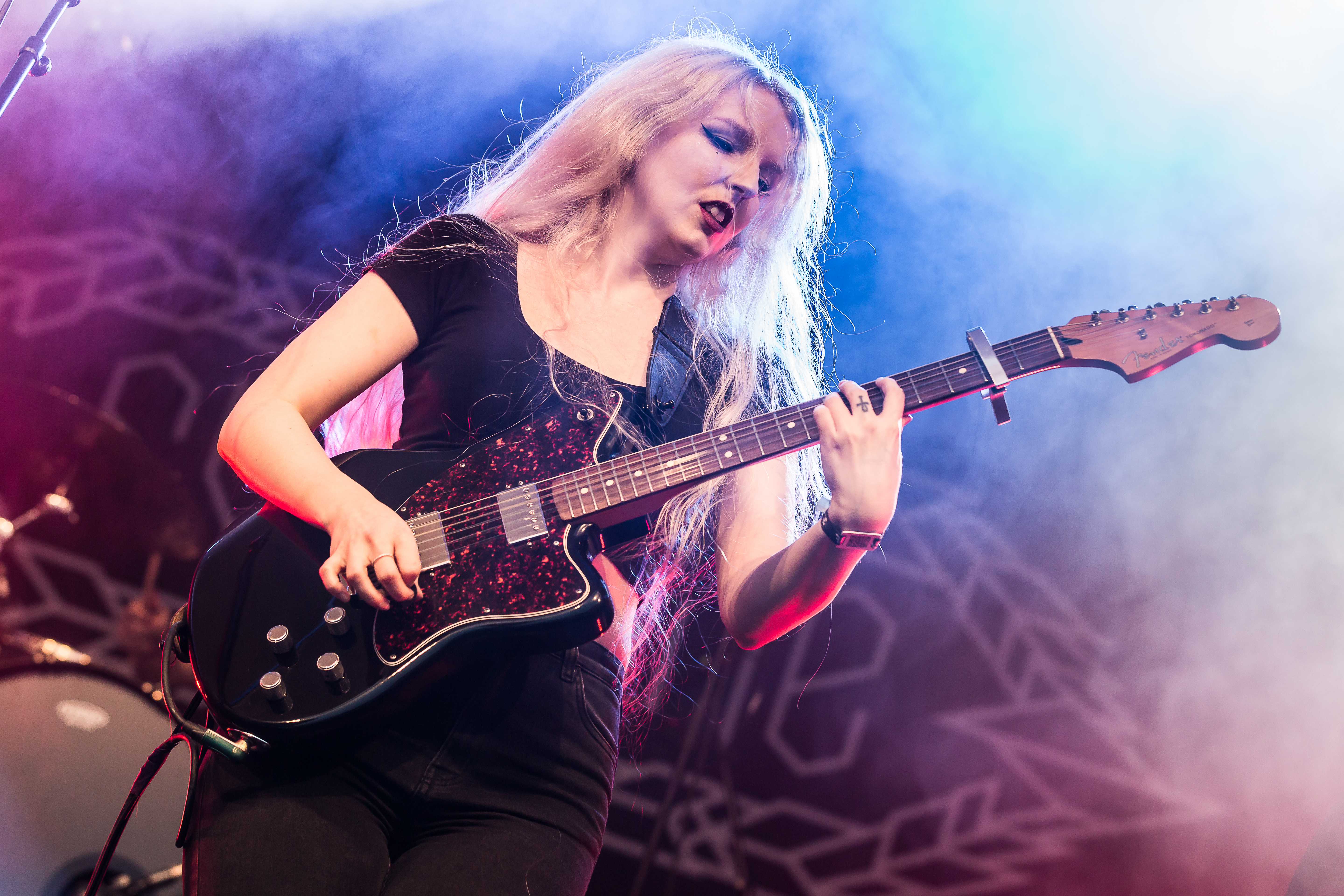
Sylvaine (* 1991)

- Sylvan, Elsa (* 1987), schwedisches Fotomodell
- Sylvan, Fernando (1917–1993), osttimoresischer Dichter und Autor
- Sylvanus, Erwin (1917–1985), deutscher Schriftsteller
- Sylvanus, Johannes († 1572), deutscher evangelischer Theologe und Verfasser eines antitrinitarischen Glaubensbekenntnisses
- Sylvest, Nicolai (* 1997), dänischer Automobilrennfahrer
- Sylvester († 1161), Bischof von Prag
- Sylvester († 1766), rum-orthodoxer Patriarch von Antiochien
- Sylvester, Christine (* 1969), deutsche Schriftstellerin
- Sylvester, Cody (* 1992), kanadischer Eishockeyspieler
- Sylvester, David (1924–2001), englischer Autor, Kunstkritiker und Kurator
- Sylvester, Dean (* 1972), US-amerikanischer Eishockeyspieler
- Sylvester, Donald, US-amerikanischer Tontechniker
- Sylvester, Dustin (* 1989), kanadischer Eishockeyspieler
- Sylvester, Emmy (1910–1994), österreichische Ärztin und Psychoanalytikerin
- Sylvester, Hannah (1903–1973), amerikanische Bluessängerin
- Sylvester, Hans (1897–1939), österreichischer Politiker (CS, VF), Landtagsabgeordneter, Abgeordneter zum Nationalrat
- Sylvester, Harold (* 1949), US-amerikanischer Film- und Fernsehschauspieler
- Sylvester, Heiner (* 1944), deutscher Dokumentarfilmer, Regisseur, Kameramann und Herausgeber
- Sylvester, James Joseph (1814–1897), englischer MathematikerJames Joseph Sylvester (1814–1897)

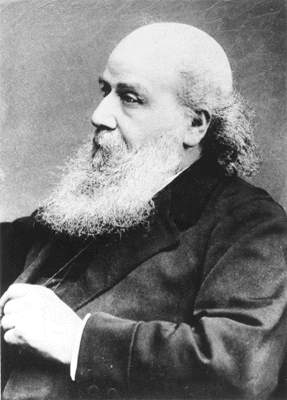
James Joseph Sylvester (1814–1897)

- Sylvester, Jorge (* 1954), panamaischer Jazzsaxophonist
- Sylvester, Julius (1854–1944), österreichischer Jurist und Politiker
- Sylvester, Megan (* 1994), britische Wasserspringerin
- Sylvester, Mike (* 1951), US-amerikanisch-italienischer Basketballspieler
- Sylvester, Nikolas (* 2000), vincentischer Schwimmer
- Sylvester, Peter (1937–2007), deutscher Maler und Grafiker
- Sylvester, Regine (* 1946), deutsche Journalistin und Autorin
- Sylvester, Rick (* 1942), US-amerikanischer Bergsteiger, Kunstskispringer und Stuntman
- Sylvester, Sebastian (* 1980), deutscher Boxer im Mittelgewicht
- Sylvester, William (1922–1995), US-amerikanischer Schauspieler
- Sylvester-Davik, Madeleine (* 2005), norwegische Skirennläuferin
- Sylvestr, Jakub (* 1989), slowakischer Fußballspieler
- Sylvestre, Anne (1934–2020), französische Dichterin, Autorin und Interpretin von Chansons
- Sylvestre, Charles (1922–2007), kanadischer Priester
- Sylvestre, Cleo (1945–2024), britische Schauspielerin und Musikerin
- Sylvestre, Frédéric (1953–2014), französischer Jazz-Gitarrist
- Sylvestre, Joseph-Noël (1847–1926), französischer Historien-, Genre- und Porträtmaler
- Sylvestre, Junior (* 1991), US-amerikanischer American-Football- und Canadian-Football-Spieler
- Sylvestre, Ludovic (* 1984), französischer Fußballspieler
- Sylvestre, Patrick (* 1968), Schweizer Fussballspieler
- Sylvestre, Sergio (* 1990), US-amerikanischer Sänger
- Sylvestre, Tommy (* 1946), togoischer Fußballtorwart
- Sylvia (* 1956), US-amerikanische Country-Musikerin
- Sylvia, Brett (* 1972), US-amerikanischer Offizier, Generalmajor der US-Army
- Sylvia, Gaby (1920–1980), französisch-italienische Schauspielerin
- Sylvia, Jesse (* 1986), US-amerikanischer Pokerspieler
- Sylvian, David (* 1958), englischer Songschreiber, Sänger, Keyboarder und GitarristDavid Sylvian (* 1958)

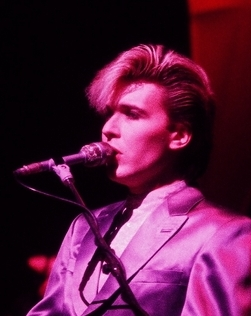
David Sylvian (* 1958)

- Sylvie (1883–1970), französische Schauspielerin
- Sylvinho (* 1974), brasilianischer Fußballspieler
- Sylvius, Christophorus, deutscher Lehrer, Dichter und Humanist
- Sylvius, Franciscus (1614–1672), deutscher MedizinerFranciscus Sylvius (1614–1672)

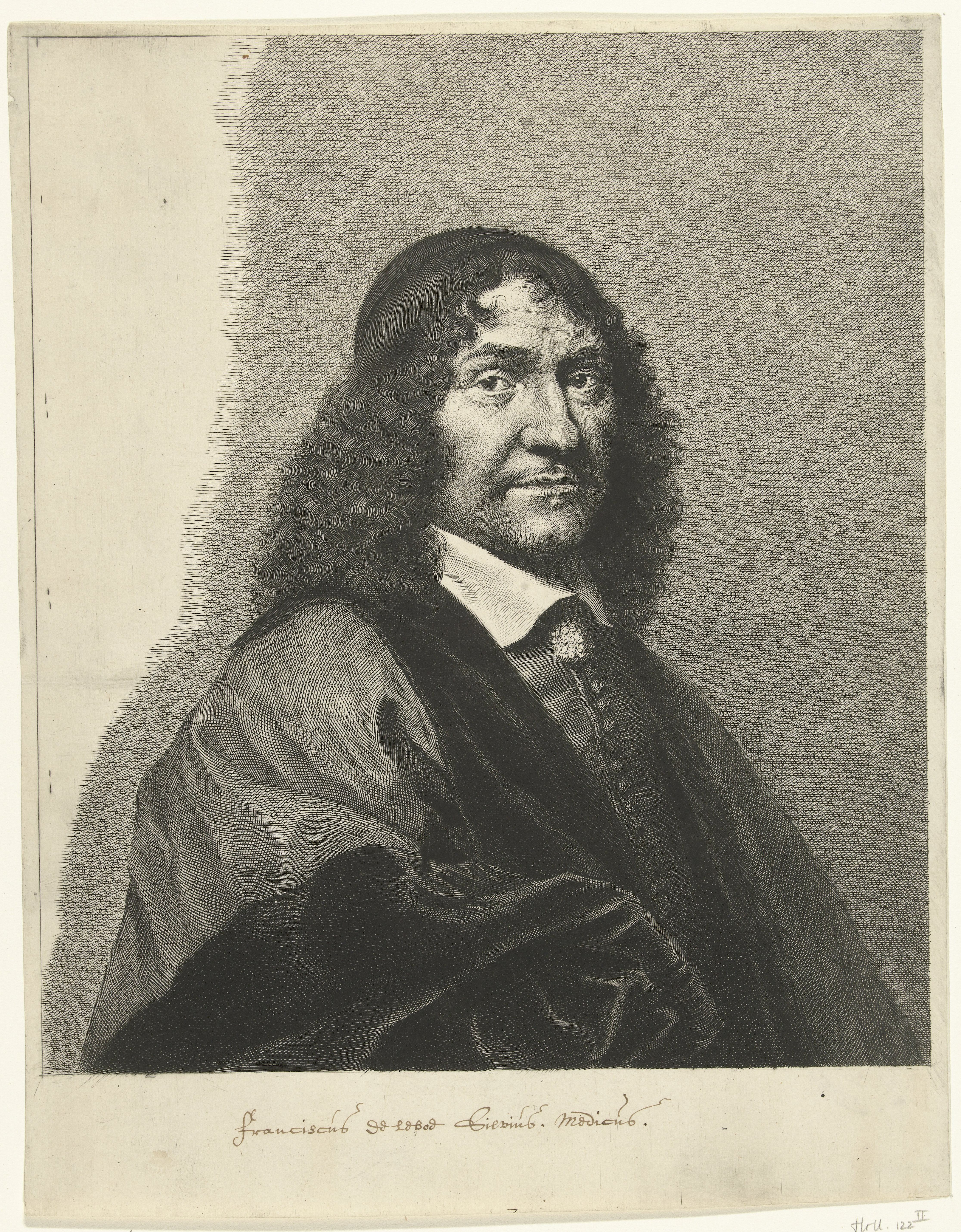
Franciscus Sylvius (1614–1672)

- Sylvius, Jacobus (1478–1555), französischer Anatom
- Sylvius, Petrus (1470–1547), katholischer Schriftsteller der Reformationszeit
- Sylwestrow, Walentyn (* 1937), ukrainischer Komponist
- Sylwestrzak, Damian (* 1992), polnischer Fußballschiedsrichter

### Sym
- Sym, Christie (* 1983), australische Triathletin
- Sym, Igo (1896–1941), österreichisch-polnischer Schauspieler
- Symacho, Herrscherin von Adiabene
- Symalla, Jan-Simon (* 2005), deutsch-polnischer Fußballspieler
- Syman, Aljaksandr (* 1977), belarussischer Biathlet
- Symanek, Fritz (1897–1953), deutscher Politiker (SPD), MdL
- Symanowski, Horst (1911–2009), deutscher evangelischer Theologe und Mitglied der Bekennenden Kirche
- Symanski, Johann Daniel (1789–1857), deutscher Journalist und Autor
- Symanski, Ute (* 1970), deutsche Organisationssoziologin, Fachautorin, Vortragsrednerin und politische Aktivistin
- Symansky, Adam, Filmproduzent und Dokumentarfilmer
- Symanzik, Kurt (1923–1983), deutscher Physiker
- Symba (* 1999), deutscher Rapper und Schauspieler
- Symbatios, byzantinischer Jurist
- Symbatios, byzantinischer Patrikios und Strategos armenischer Herkunft
- Symbatios Konstantinos, byzantinischer Mitkaiser (813/814–820)
- Syme, Agnes (1834–1893), britische Botanikerin
- Syme, Brent (* 1956), kanadischer Curler
- Syme, David (1827–1908), schottisch-australischer Zeitungsbesitzer
- Syme, Ebenezer (1825–1860), schottisch-australischer Journalist
- Syme, James (1799–1870), schottischer Chirurg
- Syme, Patrick (1774–1845), schottischer Pflanzenmaler
- Syme, Ronald (1903–1989), neuseeländischer Historiker
- Symeon, Propst von Cölln und Berlin, erste historisch erwähnte Person in Berlin
- Symeon der Neue Theologe (949–1022), orthodoxer Kirchenlehrer und DichterSymeon der Neue Theologe (949–1022)

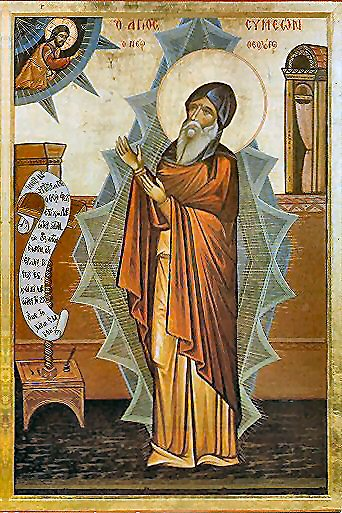
Symeon der Neue Theologe (949–1022)

- Symeon Metaphrastes, byzantinischer Autor und Verfasser einer Sammlung von Heiligenleben
- Symeon Salos, syrischer Mönch
- Symeon Stylites der Jüngere (521–592), syrischer Säulenheiliger
- Symeon von Durham († 1130), englischer Chronist
- Symeon von Thessalonike († 1429), orthodoxer Theologe
- Symeonidis, Veniamin (* 1963), griechischer Dartspieler
- Symes, Bob (1924–2015), österreichisch-britischer Erfinder, Journalist und Eisenbahnfreund
- Symes, George G. (1840–1893), US-amerikanischer Politiker
- Symes, George Stewart (1882–1962), britischer Offizier und Kolonialgouverneur
- Symes, John (1879–1944), britischer Cricketspieler
- Symington, Colin Fraser (1905–1943), britischer Botaniker und Forstwissenschaftler
- Symington, Donald (1925–2013), US-amerikanischer Schauspieler
- Symington, Fife (* 1945), US-amerikanischer Politiker, Geschäftsmann und Koch
- Symington, James Harvey (1913–1987), US-amerikanischer Leiter der Raven-Brüder
- Symington, James W. (* 1927), US-amerikanischer Politiker
- Symington, Lorraine S (* 1958), US-amerikanische Zellbiologin und Genetikerin
- Symington, Stuart (1901–1988), US-amerikanischer Politiker
- Symington, William (1763–1831), schottischer Ingenieur
- Symington, William Stuart (1870–1926), US-amerikanischer Romanist
- Symkowitz, Anke, deutsche Schönheitskönigin
- SYML (* 1983), US-amerikanischer Singer-SongwriterSYML (* 1983)

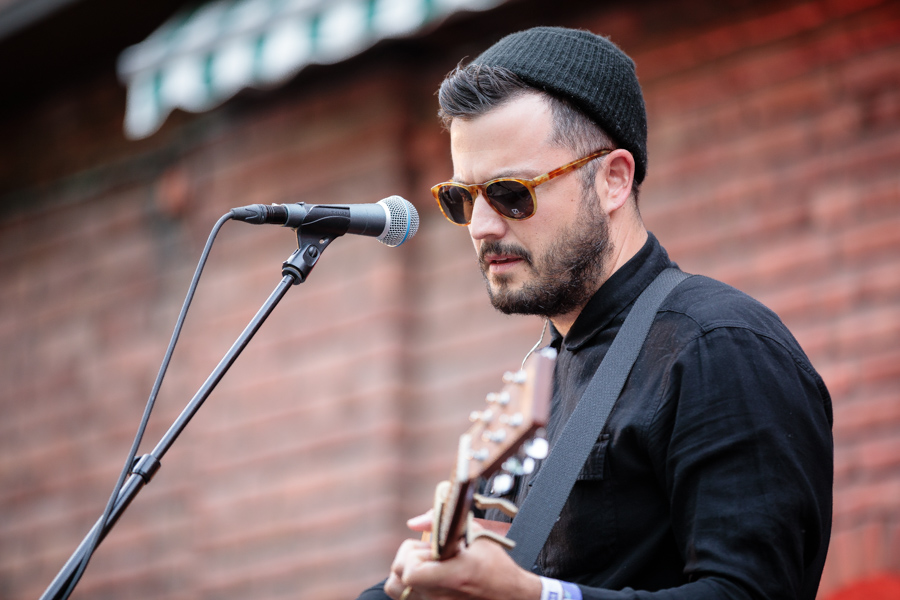
SYML (* 1983)

- Symmachus, spätantiker Konsul (522)
- Symmachus († 514), Papst (498–514)
- Symmachus der Ebionit, Autor einer der griechischen Versionen des Alten Testaments
- Symmachus, Lucius Aurelius Avianius († 376), spätantiker römischer Senator
- Symmachus, Quintus Aurelius, Prokonsul von Africa 373, Stadtpräfekt von Rom (384–385), Konsul 391
- Symmachus, Quintus Aurelius Memmius, spätantiker Philosoph und Politiker
- Symmangk, Ellinor (1931–2004), deutsche Industrie-Designerin und Porzellankünstlerin
- Symmangk, Helmut (1931–2018), deutscher Maler und Grafiker
- Symmer, Robert (1707–1763), schottischer Physiker
- Symmes, John Cleves (1742–1814), US-amerikanischer Jurist
- Symmes, John Cleves junior (1780–1829), US-amerikanischer Verfechter der Theorie der hohlen Erde
- Symmes, Thomas (1678–1725), neuenglischer kongregationalistischer Geistlicher, Pfarrer von Boxford und Bradford (Massachusetts)
- Symmonds, Charles J. (1866–1941), US-amerikanischer Offizier, Brigadegeneral der US-Army
- Symmonds, Nick (* 1983), US-amerikanischer Mittelstreckenläufer
- Symmons, Nikki (* 1982), irische Feldhockey- und Cricketspielerin
- Symms, Steve (1938–2024), US-amerikanischer Politiker
- Symo, Margit (1913–1992), österreichische Schauspielerin und Tänzerin
- Symon, Alexander (1902–1974), britischer Diplomat und Regierungsbeamter, Hochkommissar in Pakistan
- Symon, Don (* 1960), neuseeländischer Ruderer
- Symon, Jenny (* 1953), australische Speerwerferin und Hochspringerin
- Symon, Jon (1941–2015), britischer Rockmusiker, Komponist und Musikproduzent
- Symon, Keith (1920–2013), US-amerikanischer Physiker
- Symon, Lindsay (1929–2019), schottischer Neurochirurg
- Symon, Mary (1863–1938), schottische Dichterin
- Symonds, Andrew (1975–2022), australischer Cricketspieler
- Symonds, Jeff (* 1985), kanadischer Triathlet
- Symonds, Joe (1894–1953), britischer Boxer
- Symonds, John (1914–2006), britischer Biograph, Dramatiker und Kinderbuchautor
- Symonds, John Addington (1840–1893), englischer Autor, Lehrer, Literaturkritiker und Kunsthistoriker
- Symonds, Nelson (1933–2008), kanadischer Jazzmusiker
- Symonds, Norman (1920–1998), kanadischer Komponist, Klarinettist, Saxophonist und Bandleader
- Symonds, Pat (* 1953), britischer Maschinenbauingenieur
- Symonds, Thomas (1813–1894), britischer Admiral of the Fleet
- Symonenko, Oleksandr (* 1950), ukrainischer Prähistoriker und Hochschullehrer
- Symonenko, Oleksandr (* 1974), ukrainischer Bahnradfahrer
- Symonenko, Petro (* 1952), ukrainischer Politiker
- Symonenko, Walentyn (* 1940), ukrainischer Politiker
- Symonenko, Wassyl (1935–1963), ukrainischer Dichter, Schriftsteller und Journalist
- Symonette, Brent (* 1954), bahamaischer Politiker
- Symonette, Lys (1914–2005), deutschamerikanische Musikerin, Sängerin und Komponistin
- Symonette, Roland (1898–1980), bahamaischer Politiker, Premierminister
- Symonides, Janusz (1938–2020), polnischer Jurist, Diplomat und Professor für Völkerrecht
- Symonis, Daniel (1637–1685), deutscher Schriftsteller und evangelisch-lutherischer Geistlicher
- Symonowa, Ksenija (* 1985), ukrainische Künstlerin
- Symons, Arthur (1865–1945), englischer Lyriker und Kritiker
- Symons, Donald (1942–2024), US-amerikanischer Anthropologe
- Symons, Elizabeth, Baroness Symons of Vernham Dean (* 1951), britische Politikerin (Labour Party), Life Peeress und frühere Generalsekretärin der FDA Trade Union
- Symons, Elmer (1977–2007), südafrikanischer Motorradrennfahrer
- Symons, Ernst (1845–1922), deutscher Gymnasiallehrer
- Symons, George Gardner († 1930), US-amerikanischer Maler des Impressionismus
- Symons, Joseph Keith (* 1932), US-amerikanischer Geistlicher, katholischer Bischof
- Symons, Julian (1912–1994), britischer Literaturkritiker, Kriminalschriftsteller und Bestsellerautor
- Symons, Penn (1843–1899), britischer Heeresoffizier
- Sympher, Leo (1854–1922), deutscher WasserbauingenieurLeo Sympher (1854–1922)

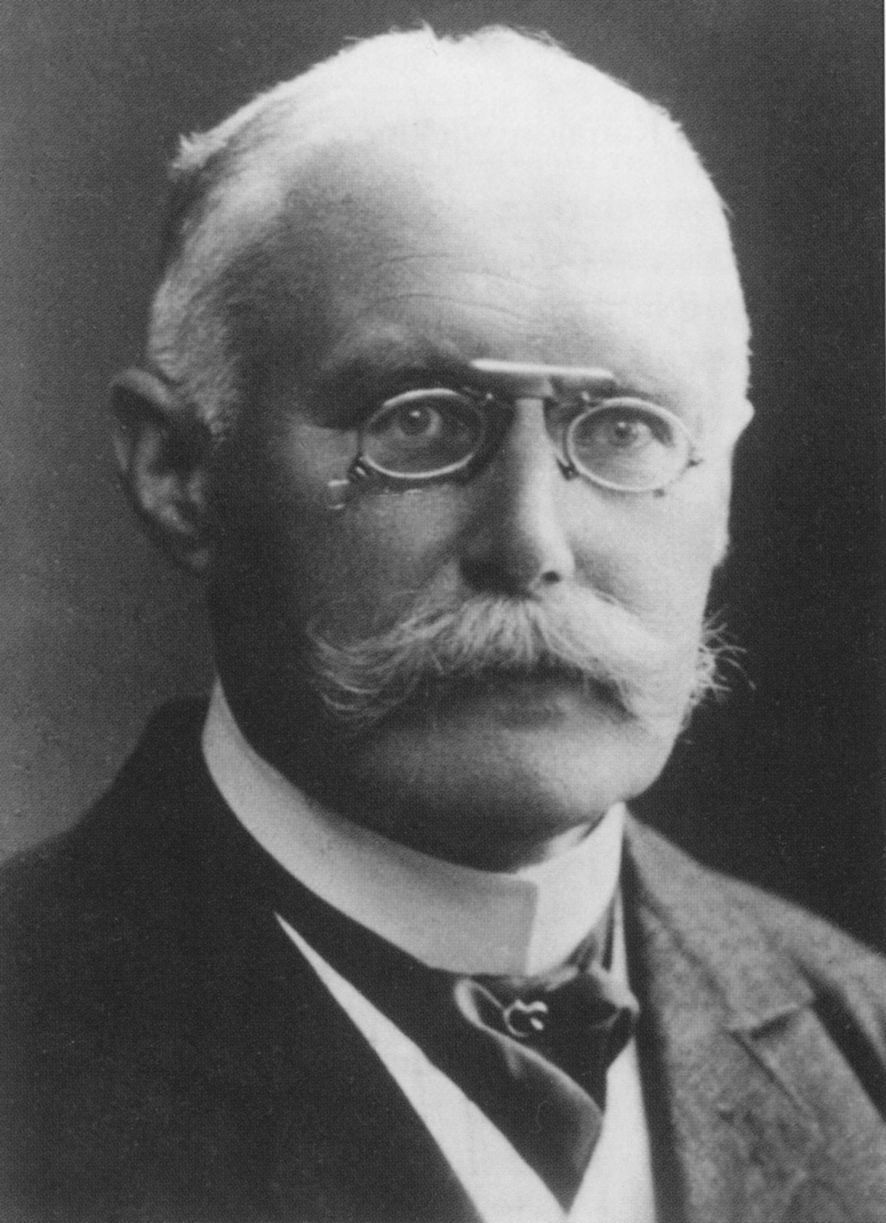
Leo Sympher (1854–1922)

- Symphony Sid (1909–1984), US-amerikanischer Jazz-DJ
- Symphorianus, christlicher Märtyrer
- Symphorosa († 120), christliche Märtyrerin und Heilige
- Symphosius, Autor einer Sammlung lateinischer Versrätsel
- Syms, Sylvia (1917–1992), US-amerikanische Jazzsängerin
- Syms, Sylvia (1934–2023), britische Schauspielerin
- Symtschuk, Kostjantyn (* 1974), ukrainischer Eishockeytorwart
- Symtschuk, Mychajlo (* 2002), ukrainischer Eishockeyspieler
- Symyrenko, Lewko (1855–1920), ukrainischer Pomologe und Obstzüchter
- Symyrenko, Wassyl (1835–1915), ukrainischer Industrieller und Mäzen

### Syn
- Syn Cole (* 1988), estnischer DJ und Musikproduzent
- Synacher, Abraham (1663–1735), deutscher Maler
- Synadene von Byzanz, Königin von Ungarn
- Synadinos, Eleftherios (* 1955), griechischer Politiker
- Synaeghel, Christian (* 1951), französischer Fußballspieler
- Synar, Mike (1950–1996), amerikanischer Politiker
- Syncletica von Alexandria, ägyptische Einsiedlerin und Heilige
- Synd, Lu (1886–1978), deutsche Schauspielerin und Filmproduzentin
- Syndergaard, Noah (* 1992), US-amerikanischer Baseballspieler
- Syndikus, Bernhard (* 1958), deutscher Rechtsanwalt
- Syndikus, Hans Peter (1927–2021), deutscher Klassischer Philologe und Gymnasiallehrer
- Syndram, Dirk (* 1955), deutscher Kunsthistoriker und Direktor des Grünen Gewölbes und der Rüstkammer der Staatlichen Kunstsammlungen Dresden
- Syne, Lionel (* 1976), belgischer Straßenradrennfahrer
- Synek, Liane (1922–1982), österreichische Opernsängerin (Sopran)
- Synek, Ondřej (* 1982), tschechischer Ruderer
- Synellius, Gerardus († 1552), Theologe und letzter Abt des Klosters Marienthal in Ostfriesland
- Synesios von Kyrene, Bischof von Ptolemais
- Synge, John Lighton (1897–1995), irisch-kanadischer Physiker und Mathematiker
- Synge, John Millington (1871–1909), irischer DramatikerJohn Millington Synge (1871–1909)

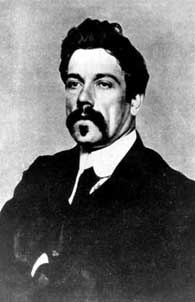
John Millington Synge (1871–1909)

- Synge, Richard L. M. (1914–1994), englischer Biochemiker, Nobelpreis für Chemie (1952)
- Syngros, Andreas (1830–1899), griechischer Bankier und Philanthrop
- Syniawa, Laura-Charlotte (* 1985), deutsche Schauspielerin
- Synjawskyj, Wolodymyr (1932–2012), sowjetischer Ringer
- Synjehubow, Oleh (* 1983), ukrainischer Politiker
- Synková, Jana (1944–2024), tschechische Schauspielerin
- Synnberg, Arthur (1857–1920), deutschstämmiger Fotograf in der Schweiz
- Synnberg, Auguste Henriette (1831–1900), deutschstämmige Fotografin in der Schweiz
- Synnberg, Emil (1866–1934), deutschstämmiger Fotograf in der Schweiz
- Synnoon, griechischer Bildhauer
- Synnott, Stephen (* 1946), US-amerikanischer Astronom
- Synofzik, Thomas (* 1966), deutscher Musikwissenschaftler
- Synold von Schüz, Ferdinand (1803–1876), preußischer General der Kavallerie, Reichstagsabgeordneter
- Synold von Schüz, Friedrich (1840–1915), preußischer Generalleutnant
- Synott, Frank (1889–1945), kanadisch-US-amerikanischer Eishockeyspieler
- Synovia, Silvana (* 1996), schweizerische Schauspielerin, Synchronsprecherin und Hörspielsprecherin
- Synowiec, Ludwik (1958–2022), polnischer Eishockeyspieler
- Synowiec, Tadeusz (1889–1960), polnischer Fußballspieler, Fußballtrainer und Sportjournalist
- Synowska, Ewa (* 1974), polnische Schwimmerin

### Syo
- Syombua, Hellen (* 1997), kenianische Sprinterin

### Syp
- Sype, Laurenz van de († 1634), Festungsbaumeister, Bauschreiber, Architekt und Kupferstecher
- Sypek, Ryan (* 1982), US-amerikanischer Schauspieler
- Syphax, König in West-Numidien; Herrscher der Massäsylier
- Sypher, J. Hale (1837–1905), US-amerikanischer Politiker
- Sypniewski, Igor (1974–2022), polnischer Fußballspieler
- Sypniewski, Jan (1923–1982), polnischer Musikwissenschaftler, Jazzkritiker und Autor
- Sypniewski, Marcin (* 1979), polnischer Politiker, Unternehmer und Jurist
- Sypniewski, Marian (* 1955), polnischer Fechter
- Syprzak, Kamil (* 1991), polnischer HandballspielerKamil Syprzak (* 1991)

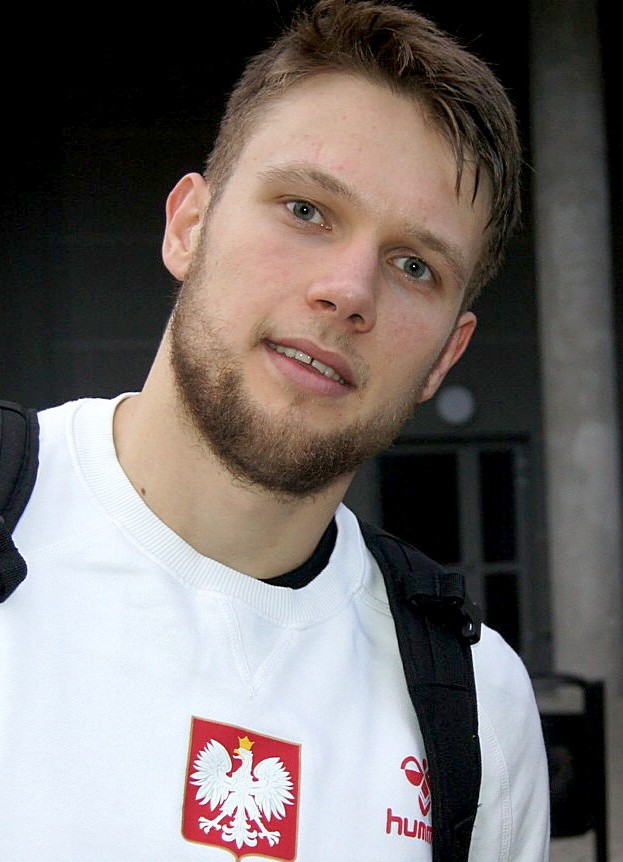
Kamil Syprzak (* 1991)

- Sypytkowski, Andrzej (* 1963), polnischer Radrennfahrer

### Syr
- Syr, Peter (* 1945), deutscher Ausstellungsmacher, Kulturmanager und Grafikdesigner
- Syran, George (1928–2004), US-amerikanischer Pianist des Modern Jazz
- Syrbe, Barbara (* 1954), deutsche Politikerin (Die Linke) und Landrätin der Landkreise Ostvorpommern und Vorpommern-Greifswald
- Syrbe, Max (1929–2011), deutscher Physiker und ehemaliger Präsident der Fraunhofer-Gesellschaft
- Syrbius, Johann Jacob (1674–1738), deutscher Philosoph und lutherischer Theologe
- Syré, Ludger (* 1953), deutscher Bibliothekar und Historiker
- Syré, Wolfram (* 1950), deutscher Organist und Musikwissenschaftler
- Syrée, Joseph (1825–1897), deutscher Jurist und Politiker
- Syreeta (1946–2004), US-amerikanische Soul-Sängerin und Songwriterin
- Syrej, Aljaksandr (* 1988), belarussischer Eishockeyspieler
- Syrek, Grażyna (* 1972), polnische Langstreckenläuferin
- Syren (* 1971), US-amerikanische PornodarstellerinSyren (* 1971)

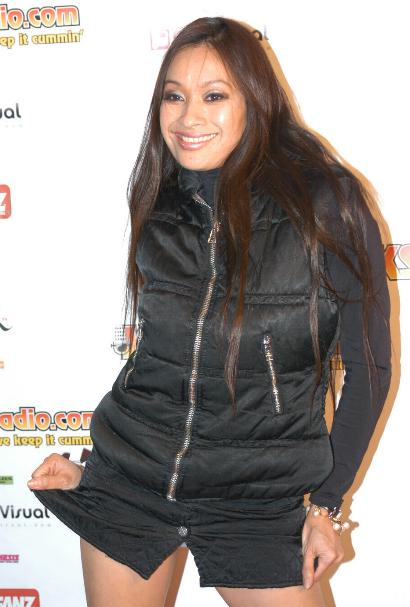
Syren (* 1971)

- Syren, Audrey (* 1983), französische Volleyball- und Beachvolleyballspielerin
- Syrén, Pia (* 1966), schwedische Fußballspielerin
- Syrett, Harold C. (1913–1984), US-amerikanischer Historiker
- Syrewa, Olesja (* 1983), russische Mittel- und Langstreckenläuferin
- Syrewicz, Stanisław (* 1946), polnischer Komponist und Theaterregisseur
- Syrgenstein, Engelbert von (1694–1760), deutscher Abt, Fürstabt im Fürststift Kempten (1747–1760)
- Syrgiannes Palaiologos († 1334), byzantinischer Aristokrat, Feldherr und Überläufer
- Syri, Erich (1937–2022), deutscher Opernsänger (Bass)
- Syria (* 1977), italienische Popsängerin
- Syrianos, spätantiker griechischer Philosoph; Neuplatoniker
- Syrimis, George (1921–2010), zyprischer Politiker und Unternehmer
- Syrin, Anatoli, russischer Pokerspieler
- Syring, Anke (* 1944), deutsche Schauspielerin und Autorin
- Syring, Enrico (* 1960), deutscher Historiker
- Syring, Hans-Willi (1918–1999), deutscher Politiker (SPD, FDP)
- Syring, Marie Luise (* 1944), deutsche Kunstkritikerin und Ausstellungskuratorin
- Syring, Max (1908–1983), deutscher Langstreckenläufer
- Syring, Peter (* 1956), deutscher Ringer
- Syring, Philipp-André (* 1996), deutscher Ruderer
- Syring, Robert, deutscher Theosoph
- Syring, Werner (1917–1995), deutscher Fußballspieler
- Syriskos, griechischer Töpfer und Vasenmaler
- Syriskos-Maler, griechischer Vasenmaler
- Syriza, Gleb Stanislawowitsch (* 2000), russischer Radrennfahrer
- Syrjä, Aron (* 2004), finnischer Schauspieler
- Syrjä, Elias (* 1998), finnischer Freestyle-Skier
- Syrjanow, Konstantin Georgijewitsch (* 1977), russischer Fußballspieler
- Syrjanowa, Anna Michailowna (* 2004), russische Tennisspielerin
- Syrkin, Nachman (1868–1924), Begründer und Führer des sozialistischen Zionismus
- Syrkus, Szymon (1893–1964), polnischer Architekt, Stadtplaner und Hochschullehrer
- Syrkusowa, Helena (1900–1982), polnische Architektin, Stadtplanerin und Hochschullehrerin
- Syrlin, Jörg († 1491), deutscher Schreiner und BildhauerJörg Syrlin († 1491)

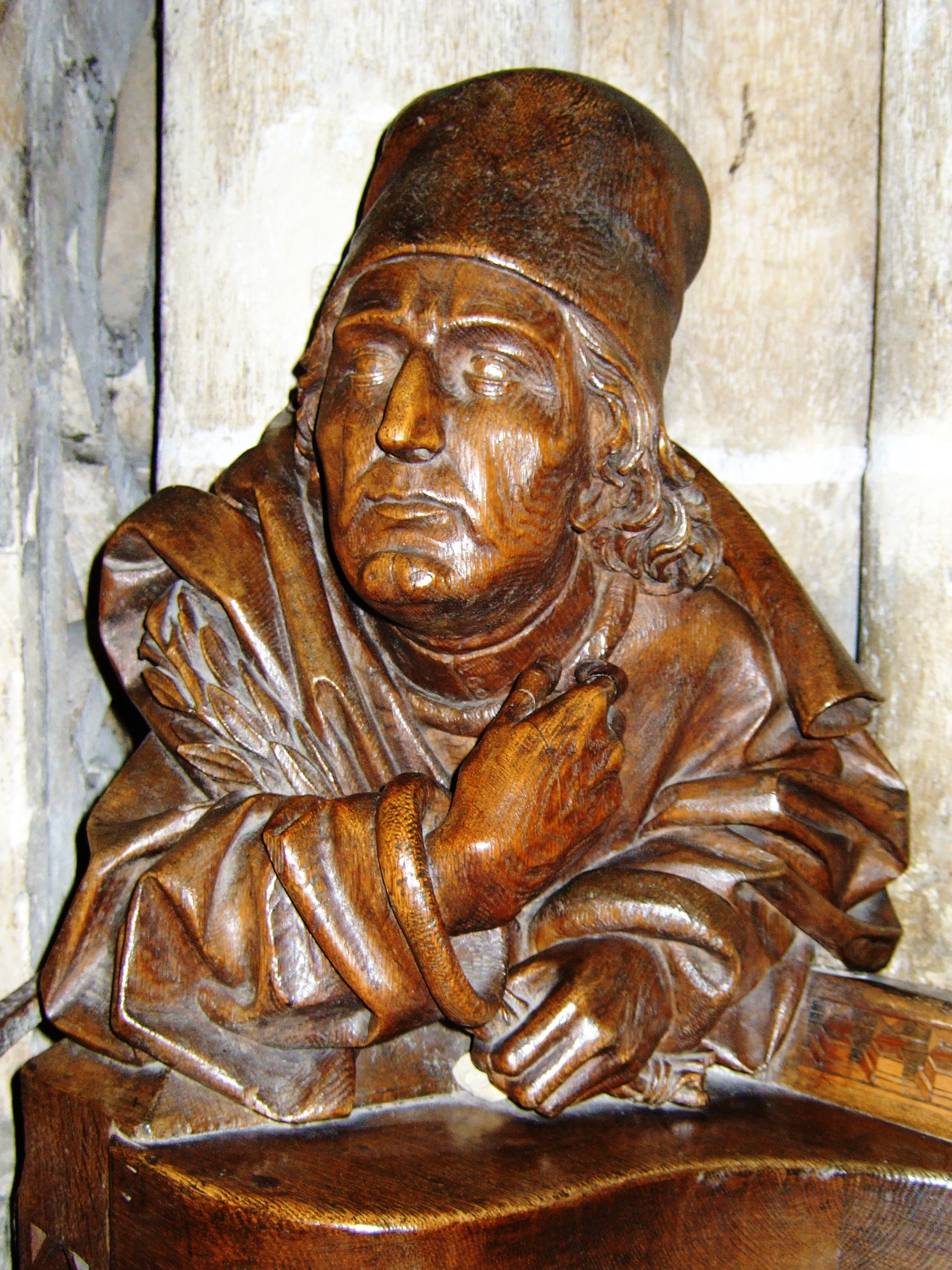
Jörg Syrlin († 1491)

- Syrlin, Jörg († 1521), deutscher Bildhauer und Zunftmeister
- Syrojid, Oksana (* 1976), ukrainische Juristin und Politikerin
- Syrokomla, Władysław (1823–1862), polnisch-litauisch-belarussischer Schriftsteller in polnischer Sprache
- Syromjatnikow, Sergei Petrowitsch (1891–1951), russisch-sowjetischer Eisenbahningenieur und Hochschullehrer
- Syrota, Ljubow (* 1956), ukrainische Dichterin, Schriftstellerin, Übersetzerin, Publizistin und Dramaturgin
- Syrota, Oleksandr (* 2000), ukrainischer Fußballspieler
- Syrovátka, Vladimír (1908–1973), tschechoslowakischer Kanute
- Syrový, Jan (1888–1970), tschechoslowakischer General, Politiker, Ministerpräsident und Verteidigungsminister
- Syrowa, Marina Lwowna (* 1961), russische Richterin
- Syrowatski, Sergei Iwanowitsch (1925–1979), russischer Physiker
- Syrskyj, Oleksandr (* 1965), ukrainischer GeneraloberstOleksandr Syrskyj (* 1965)

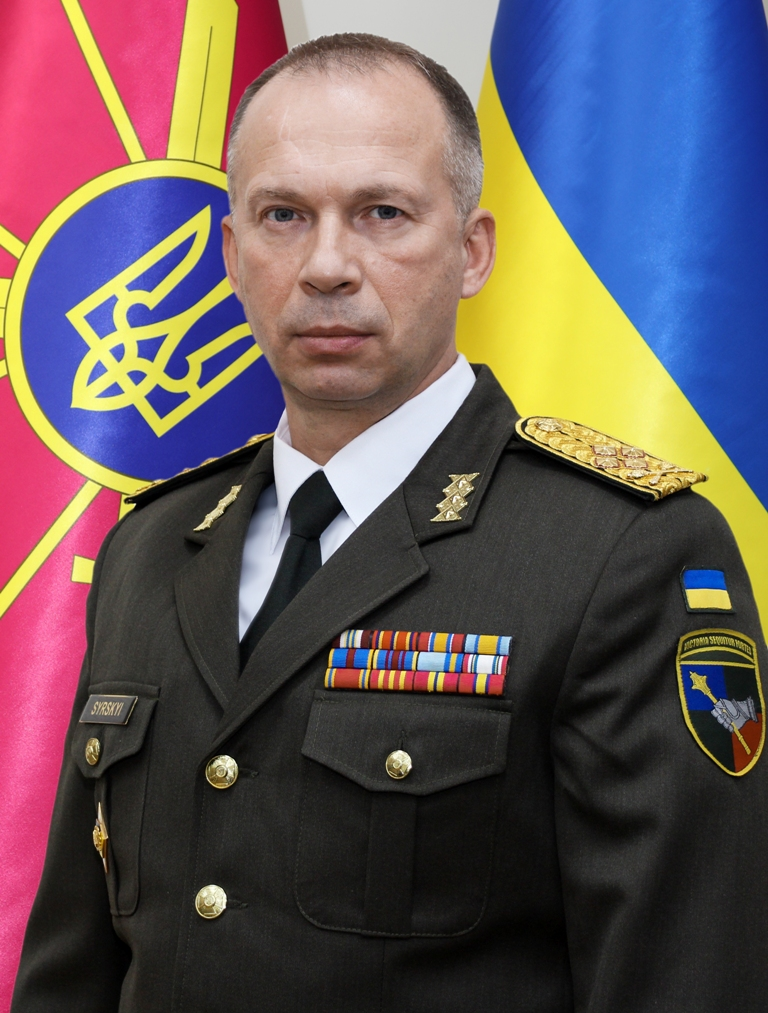
Oleksandr Syrskyj (* 1965)

- Syrtlanowa, Maguba Gusseinowna (1912–1971), sowjetische Bomberpilotin
- Syrup, Friedrich (1881–1945), deutscher Jurist und Politiker
- Syrus, Bischof von Pavia
- Syrzewa, Jekaterina Alexejewna (* 1990), russische Beachvolleyballspielerin
- Syrzow, Sergei Alexandrowitsch (* 1966), russischer Gewichtheber
- Syrzow, Sergei Iwanowitsch (1893–1937), Bolschewik, Parteifunktionär der KPR

### Sys
- Sys, Karel (1914–1990), belgischer Boxer
- Sys, Klaas (* 1986), belgischer Radrennfahrer
- Sysang, Johann Christoph (1703–1757), deutscher Kupferstecher
- Sysang, Johanna Dorothea (1729–1791), deutsche Kupferstecherin
- Sysas, Algirdas (* 1954), litauischer Gewerkschafter, Politiker, Mitglied des Seimas
- Sysdyqowa, Elmira (* 1992), kasachische Ringerin
- Syse, Henrik (* 1966), norwegischer Philosoph, Konfliktforscher und Autor
- Syse, Jan P. (1930–1997), norwegischer Politiker (Høyre), Mitglied des Storting
- Sysomvang, Kanlaya (* 1990), laotischer Fußballspieler
- Syson, Luke, englischer Kunstexperte und Museumsdirektor
- Syson, Mychajlo (* 1972), ukrainischer Biathlet
- Syssojenko, Iryna (* 1982), ukrainische Juristin und Politikerin
- Syssojew, Igor Wladimirowitsch (1980–2024), russischer Triathlet
- Syssojew, Jewgeni Sergejewitsch (* 1959), sowjetisch-russischer KGB- und FSB-Offizier
- Syssojewa, Jekaterina Alexandrowna (* 1981), russische Tennisspielerin
- Syssojewa, Marina (* 1959), sowjetisch-kirgisische Hochspringerin
- Syssujew, Nikolai Sergejewitsch (* 1999), russischer Fußballspieler
- Systad, John (1912–1998), norwegischer Marathonläufer
- System, Madilu (1952–2007), kongolesischer Sänger
- Syster, Ian (1976–2004), südafrikanischer Langstreckenläufer
- Syster, Kim, südafrikanische Schauspielerin und Model
- Systrom, Kevin (* 1983), US-amerikanischer Unternehmer und Computerprogrammierer
- Sysujew, Juri Nikolajewitsch (* 1949), russischer Admiral
- Sysyn, Frank (* 1946), amerikanischer und kanadischer Historiker, Organisator der Wissenschaft und Übersetzer

### Syt
- Syta, Beata (* 1971), polnische Badmintonspielerin
- Sytch, Tammy Lynn (* 1972), US-amerikanische WrestlerinTammy Lynn Sytch (* 1972)

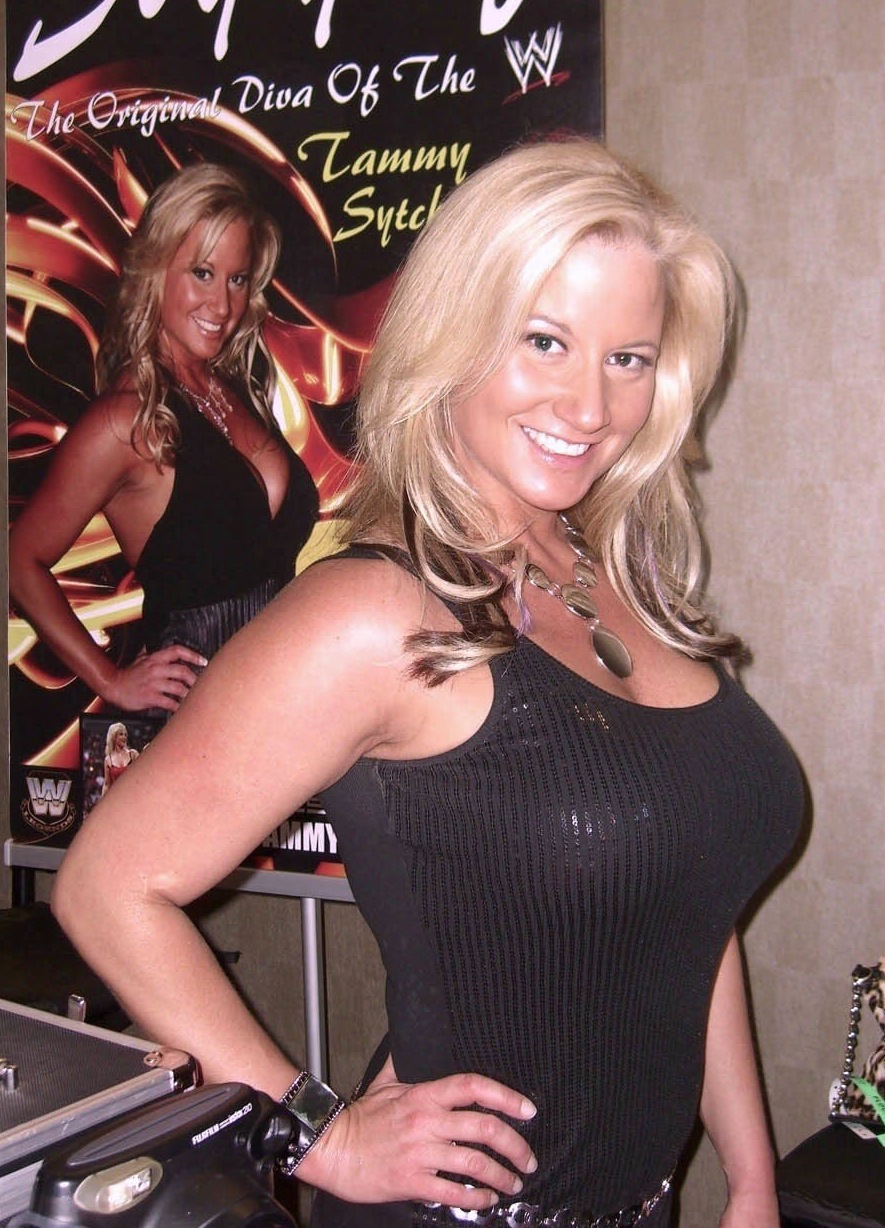
Tammy Lynn Sytch (* 1972)

- Sytin, Iwan Dmitrijewitsch (1850–1934), russischer Verleger und Pädagoge
- Sytnyk, Kostjantyn (1926–2017), ukrainischer Botaniker, Pflanzenphysiologe, Ökologe und Politiker
- Sytsch, Oleksij (* 2001), ukrainischer Fußballspieler
- Sytschewoi, Andrei Iwanowitsch (* 1969), russischer Generalleutnant
- Sytschow, Anatoli Wiktorowitsch (1932–2018), russischer Fernschachspieler und "Senior International Correspondence Chess Master" (SIM)
- Sytschow, Andrei Sergejewitsch (* 1986), russischer Soldat und Opfer der Dedowschtschina
- Sytschow, Dmitri Jewgenjewitsch (* 1983), russischer Fußballspieler
- Sytschow, Nikolai Petrowitsch (1883–1964), russisch-sowjetischer Kunsthistoriker, Restaurator und Hochschullehrer
- Sytschow, Witali Jewgenjewitsch (* 2000), russischer Fußballspieler
- Sytschugowa, Wera (* 1963), russische Sprinterin
- Sytstra, Harmen Sytses (1817–1862), westfriesischer Dichter
- Syttin, Leonardus (* 1892), russischer Sportschütze
- Sytzama, Clara Feyoena van (1729–1807), niederländische Dichterin

### Syu
- Syukur, Paskalis Bruno (* 1962), indonesischer Ordensgeistlicher und römisch-katholischer Bischof von Bogor

### Syv
- Syv, Peter (1631–1702), dänischer Philologe
- Syvertsen, Frode (* 1963), norwegischer Eisschnellläufer
- Syvertsen, Olaf (1884–1964), norwegischer Turner
- Syvret, Danny (* 1985), kanadischer Eishockeyspieler

### Syw
- Sywottek, Arnold (1942–2000), deutscher Historiker

### Syz
- Sÿz, Hans (1891–1954), Schweizer Tennisspieler
- Syz, Jakob (1825–1891), österreichischer Politiker
- Syz, John (1859–1939), Schweizer Unternehmer, Verbandsfunktionär und Politiker